# Busseto
Busseto (Büsé in dialetto bussetano, Busèjj in dialetto parmigiano) è un comune italiano di 6 924 abitanti della provincia di Parma in Emilia-Romagna. Antica capitale dello Stato Pallavicino, è celebre soprattutto per avere tra le sue frazioni quella di Roncole Verdi che diede i natali, nel 1813, al compositore Giuseppe Verdi e in cui visse lo scrittore e giornalista Giovannino Guareschi. Dal 1533 gode del titolo di città.

## Geografia fisica

### Territorio
Busseto è un comune della bassa parmense che si trova al limite nord-ovest della Provincia di Parma, nel territorio della Bassa parmense, a circa 41 km a nord-ovest di Parma e a circa 8 km a sud del fiume Po. Vicino a Busseto scorre il torrente Ongina,Il torrente ha origine dal monte della Ranca, situato a 1 miglio ½ al S. S-E. dalla Chiesa della Vernasca; scorre fra una valletta strettissima, bagnando i colli di Vigoleno e Bacedasco, per un tratto di miglia 10, dal S. S-O. al N. N-E., giunto alla pianura prosegue, passa a fianco di Castelnuovo Fogliani, traversa l'Emilia sotto un ponte 1 miglio» all'E. di Alseno, poco stante si piega al N. N-O. per ½ miglio fino presso Pallavicina, si trasporta guardando al N. N-E. sotto il ponte del Bersano, passa vicino a Busseto e riceve le sottili acque dell'Onginella, prende una direzione dal S. al N. per altre 3 miglia 1/8 passando da S. Agata e da Vidalenzo, trova l'Arda presso la dogana, mesce con quella le acque, e vanno insieme a scaricarsi nel Po non lungi all'O. da Polesine.
L'Ongina fa un viaggio di km. 36 (miglia 24 1/3), ha una pendenza media di metri 7,05 per Km; una velocità media di 7 km per ora: l'altezza media delle piene è di metri 3, la durata, ore 5.
I suoi influenti principali sono l'Onginella, ed il Grattarolo. Trae le ghiaie sino allo sbocco del primo influente. Ha la ghiaia parte silicea, e parte friabile, e la sabbia terrosa, affluente del fiume Arda, che segna il confine tra le provincie di Parma e Piacenza.

### Clima
| Busseto Dati dal 1980 ad oggi, opportunamente desunti dai dati della stazione meteorologica di Parma. | Mesi | Mesi | Mesi | Mesi | Mesi | Mesi | Mesi | Mesi | Mesi | Mesi | Mesi | Mesi | Stagioni | Stagioni | Stagioni | Stagioni | Anno |
| Busseto Dati dal 1980 ad oggi, opportunamente desunti dai dati della stazione meteorologica di Parma. | Gen  | Feb  | Mar  | Apr  | Mag  | Giu  | Lug  | Ago  | Set  | Ott  | Nov  | Dic  | Inv      | Pri      | Est      | Aut      | Anno |
| --- | ---- | ---- | ---- | ---- | ---- | ---- | ---- | ---- | ---- | ---- | ---- | ---- | -------- | -------- | -------- | -------- | ---- |
| T. max. media (°C)                                                                                    | 4    | 8    | 13   | 18   | 23   | 27   | 30   | 29   | 25   | 18   | 10   | 5    | 5,7      | 18       | 28,7     | 17,7     | 17,5 |
| T. media (°C)                                                                                         | 1    | 4    | 9    | 13   | 18   | 22   | 25   | 24   | 20   | 14   | 8    | 3    | 2,7      | 13,3     | 23,7     | 14       | 13,4 |
| T. min. media (°C)                                                                                    | −2   | 0    | 4    | 8    | 13   | 16   | 19   | 18   | 15   | 10   | 5    | 1    | −0,3     | 8,3      | 17,7     | 10       | 8,9  |
| Precipitazioni (mm)                                                                                   | 55   | 53   | 63   | 73   | 71   | 54   | 36   | 48   | 64   | 91   | 81   | 61   | 169      | 207      | 138      | 236      | 750  |

## Origini del nome
Le prime fonti scritte in cui compare il toponimo del comune, nella forma di Buxetum, risalgono ai primi anni del XII secolo. Si ritiene che il nome del paese derivi da buxus, cioè bosso o, come altri sostengono, da busetum, ossia recinto per i buoi.

## Storia

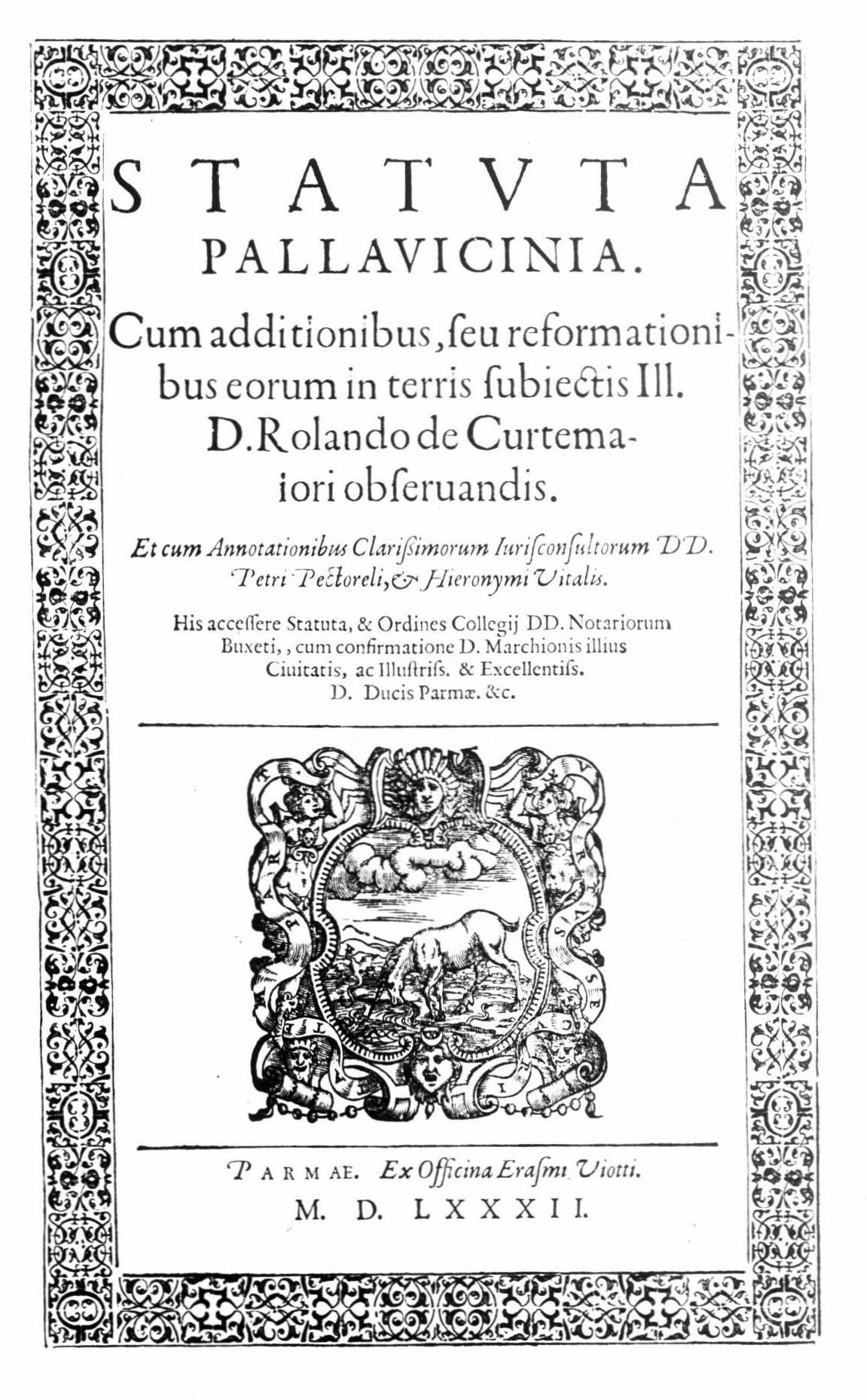
Gli statuti dello Stato Pallavicino (Statuta Pallavicinia, 1582)

Attilio Zuccagni-Orlandini fa risalire l'origine del paese sin all'antica Roma, precisamente alla guerra fra Otone e Vitellio per la successione all'imperatore Galba, quando alcuni coloni della vicina Cremona si stabilirono in loco dopo la Battaglia di Bedriaco.
La prima citazione storica del borgo di Busseto risale però all'anno 768, quando il nome compare per l'erezione di una cappella, inviando una richiesta all'allora vescovo di Cremona da cui dipendeva e sotto la quale rimase sino a quando Borgo San Donnino non venne innalzata a diocesi (attuale Diocesi di Fidenza) il 12 febbraio 1601.
A partire dal X secolo, sulle terre di Busseto signoreggiarono i Pallavicino, estendendo progressivamente le loro terre fino al Po, al Taro, al Ceno, allo Stirone ed all'Ongina. Prima testimonianza dei Pallavicino risale all'epoca di Adalberto, capostipite della casata, che nel 985 vi ricostruì le mura e ne edificò la rocca facendone per i circa cinquecento anni successivi la capitale di quello che divenne noto col nome di "Stato Pallavicino".

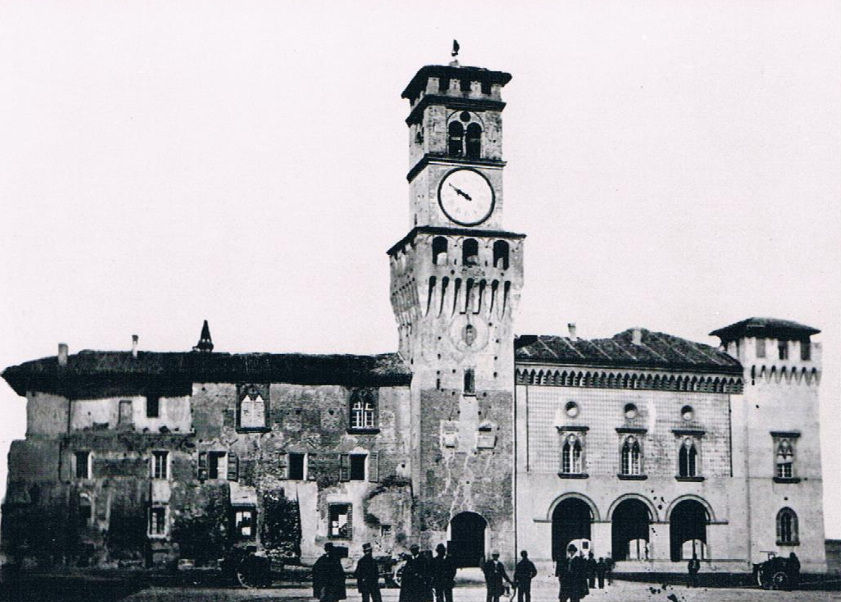
La Rocca Pallavicino prima del restauro avvenuto a metà Ottocento

Fedele all'Impero, nel 1268 con la caduta degli Hohenstaufen, Busseto pagò la propria fedeltà verso gli imperatori con la distruzione completa delle sue mura difensive, riuscendo a toccare un nuovo picco di splendore solo con Rolando Pallavicino detto il Magnifico che fu il primo a pubblicare delle leggi stabili per il suo stato, note come Statuta Pallavicinia e risalenti al 1429. Con la morte di quest'ultimo nel 1457 ebbe inizio la decadenza dello stato anche se, nel 1533, il borgo venne proclamato città dall'imperatore Carlo V d'Asburgo in occasione di una sua visita in loco ed in riconoscenza alla fedeltà dimostratagli da Girolamo Pallavicino. L'imperatore visitò nuovamente il borgo di Busseto dieci anni dopo quando, il 21 giugno 1543, si incontrò qui con papa Paolo III per definire l’apertura del Concilio di Trento.
Alla morte dell'ultimo rappresentante della casata, Galeazzo II, nel 1580 si estinse con lui anche la casata dei marchesi di Busseto, facendo convogliare i possedimenti nelle mani di un cugino, Sforza Pallavicino, già marchese di Cortemaggiore. Cinque anni dopo, alla morte di Sforza, i possedimenti della casata passarono ad un altro cugino, Alessandro Pallavicino, già marchese di Zibello che ad ogni modo ne tenne il controllo solo sino al 1588 quando lo Stato Pallavicino venne sequestrato da Alessandro Farnese e compreso nei possedimenti dei Farnese (il Ducato di Parma e Piacenza) di cui seguirà le sorti storiche. Per pochi mesi, nel 1636, Alessandro Galeazzo, parente dell'ultimo marchese, riottenne il proprio trono per alcuni mesi per poi essere nuovamente scalzato dai Farnese.

### Simboli
Lo stemma di Busseto, riconosciuto con decreto del capo del governo del 29 luglio 1933, è blasonato:
(Emilio Seletti, La Città di Busseto capitale un tempo dello Stato Pallavicino)
Il gonfalone è un drappo di azzurro.

## Monumenti e luoghi d'interesse

### Architetture religiose

#### Collegiata di San Bartolomeo Apostolo

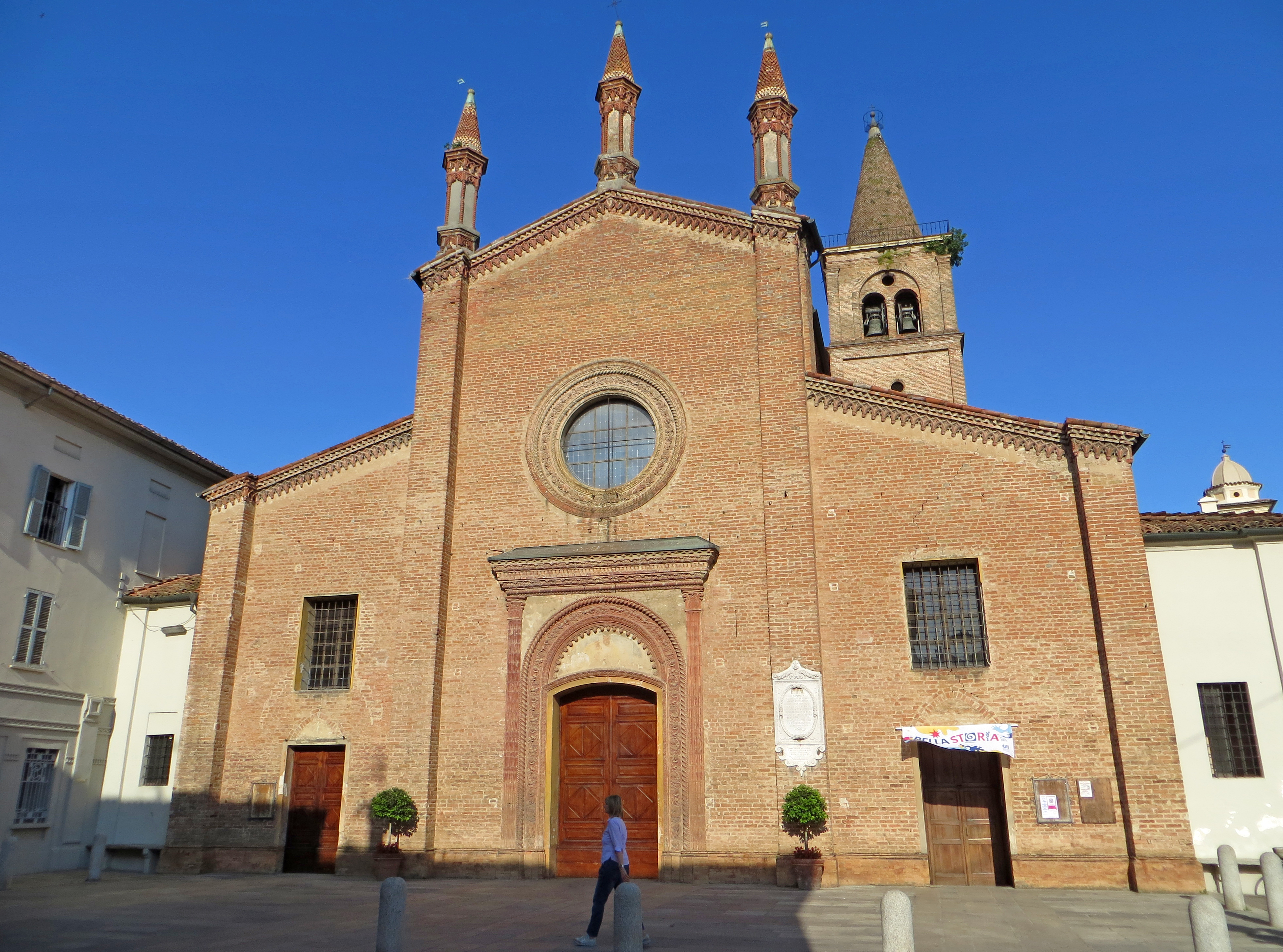
Collegiata di San Bartolomeo Apostolo

Edificata nel 1336 sui ruderi di una chiesa preesistente, la collegiata di San Bartolomeo Apostolo fu completamente ricostruita in stile gotico su iniziativa del marchese Rolando il Magnifico; gli interni furono ristrutturati in stile rococò intorno alla metà del XVIII secolo. La chiesa conserva importanti opere, tra cui: la pala d'altare con San Bartolomeo portato in gloria dagli Angeli di Francesco Boccaccino gli affreschi della cappella della Beata Vergine della Concezione, realizzati da Michelangelo Anselmi fra il 1538 ed il 1539. Sono del pittore Giuseppe Moroni le stazioni della Via Crucis; i due grandi affreschi nell'abside (1942-43): uno con i momenti salienti della Passione di Gesù e l'altro inneggiante alla Vita e glorificazione della Vergine;  le due vetrate raffiguranti i Santi Vigilio e Giusto nella cappella dedicata ai caduti. Il ricco Tesoro della Collegiata è costituito da numerosi paramenti sacri, argenterie, libri miniati e altri oggetti preziosi.

#### Oratorio della Santissima Trinità

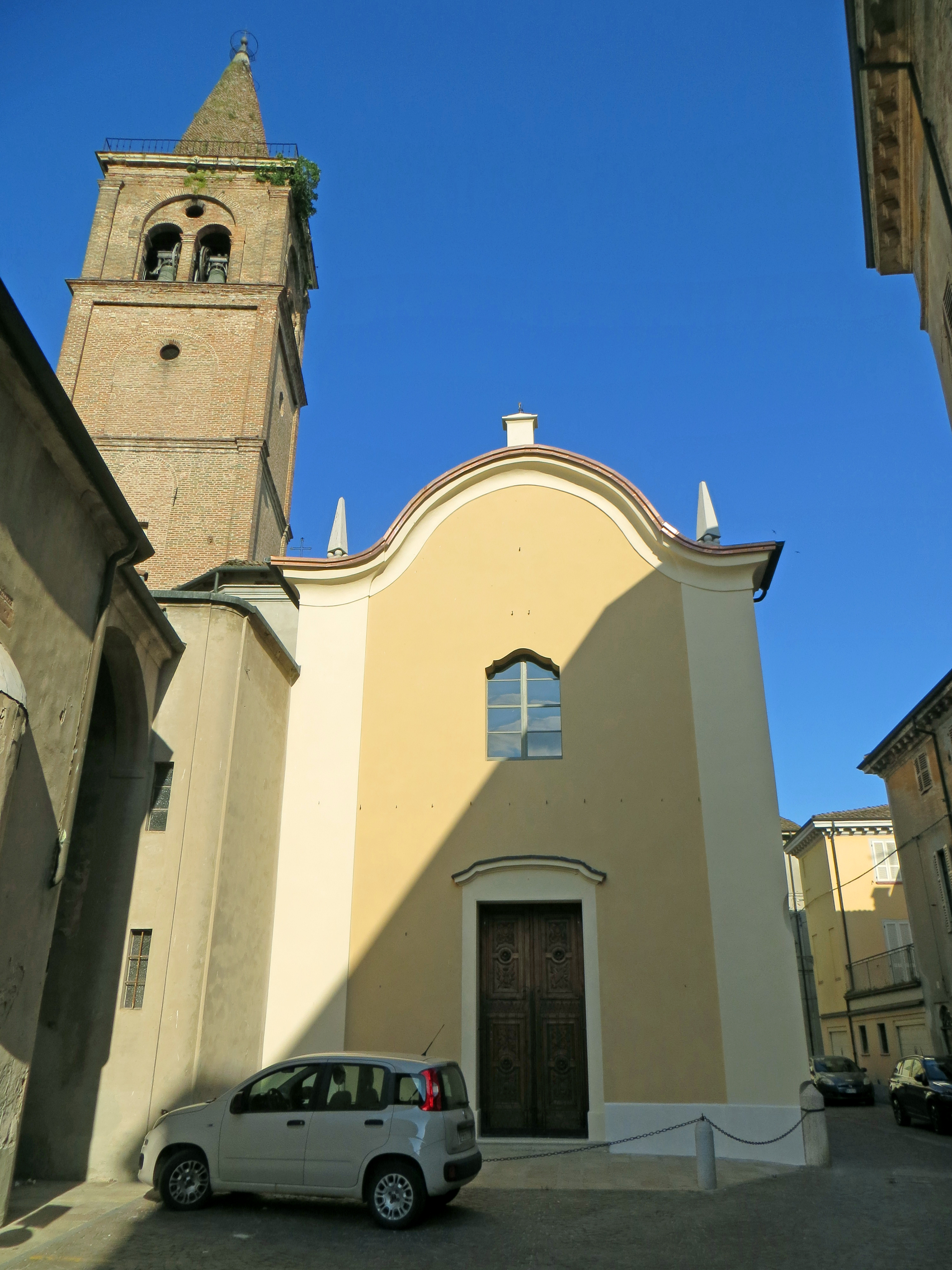
Oratorio della Santissima Trinità

Attiguo alla collegiata di San Bartolomeo Apostolo, l'oratorio, inizialmente dedicato al beato Rolando de' Medici, fu edificato tra il XIV ed il XV secolo e successivamente affidato alla confraternita della Santissima Trinità, da cui trasse il nome; tra il 1766 ed il 1770 gli interni furono completamente ristrutturati in stile rococò. La piccola chiesa, nota per aver ospitato nel 1836 le nozze tra Giuseppe Verdi e Margherita Barezzi, sua prima moglie, conserva alcune opere pregevoli, tra cui la pala d'altare raffigurante la Santissima Trinità con le Sante Apollonia e Lucia, dipinta da Vincenzo Campi nel 1579.

#### Chiesa di Sant'Ignazio di Loyola

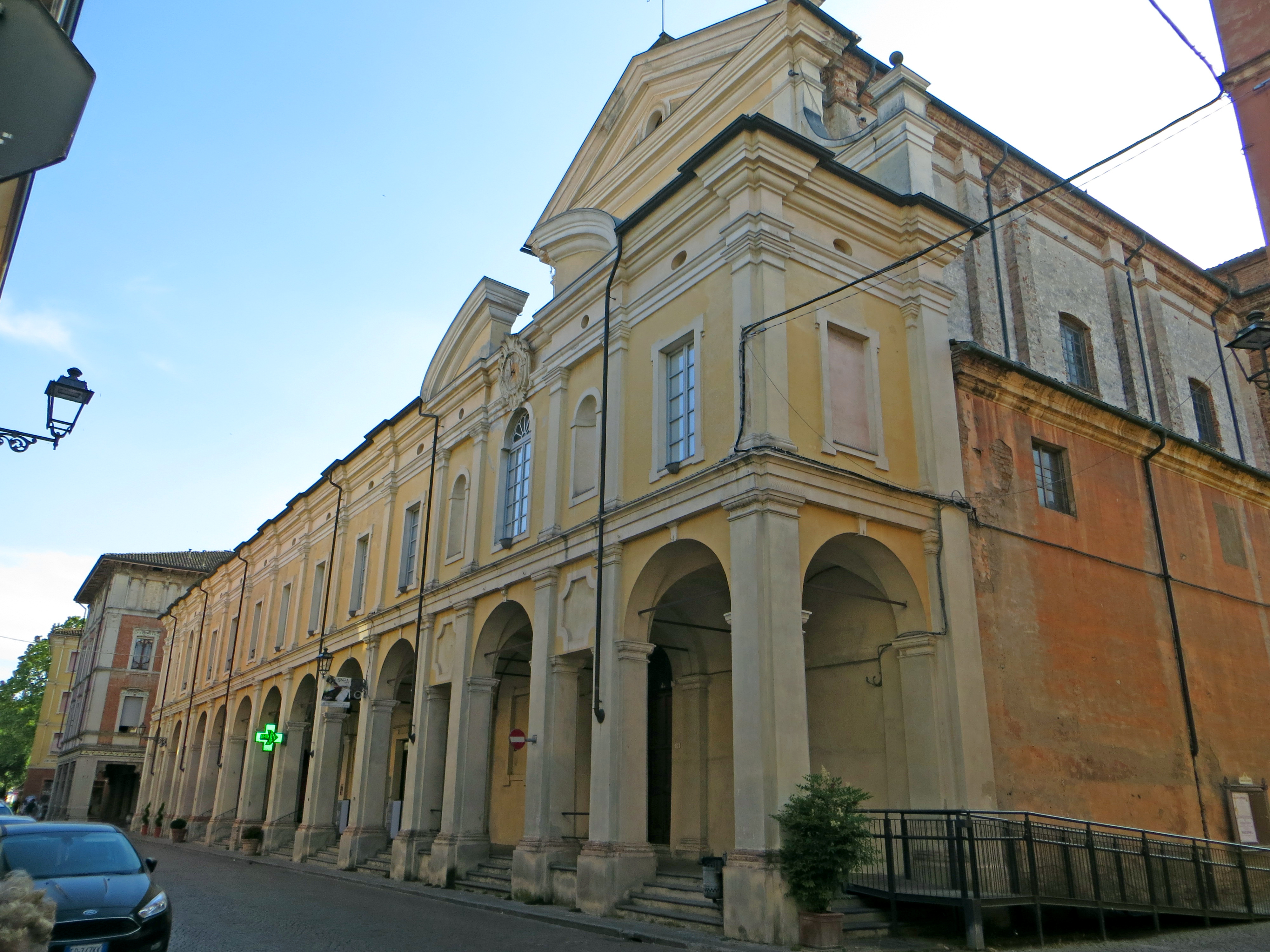
Chiesa di Sant'Ignazio di Loyola

Finanziato dal lascito del nobile bussetano Pietro Pettorelli, il collegio gesuitico fu edificato in stile barocco a partire dal 1617; l'attigua chiesa, progettata dall'architetto Francesco Pescaroli, fu terminata nelle strutture solamente nel 1682. Nel 1768 il collegio fu chiuso in seguito alla cacciata dei Gesuiti e adibito dapprima a scuola, poi ad abitazione privata, caserma ed ospedale, fino all'attuale utilizzo quale casa protetta. La navata interna della chiesa, decorata con maestosi stucchi, realizzati da Domenico Dossa e Bernardo Barca nel 1687, ospita alcune opere di pregio, tra cui la pala d'altare raffigurante la Gloria di Sant'Ignazio, dipinta agli inizi del XVIII secolo da Ilario Spolverini.

#### Chiesa e convento di Santa Maria degli Angeli

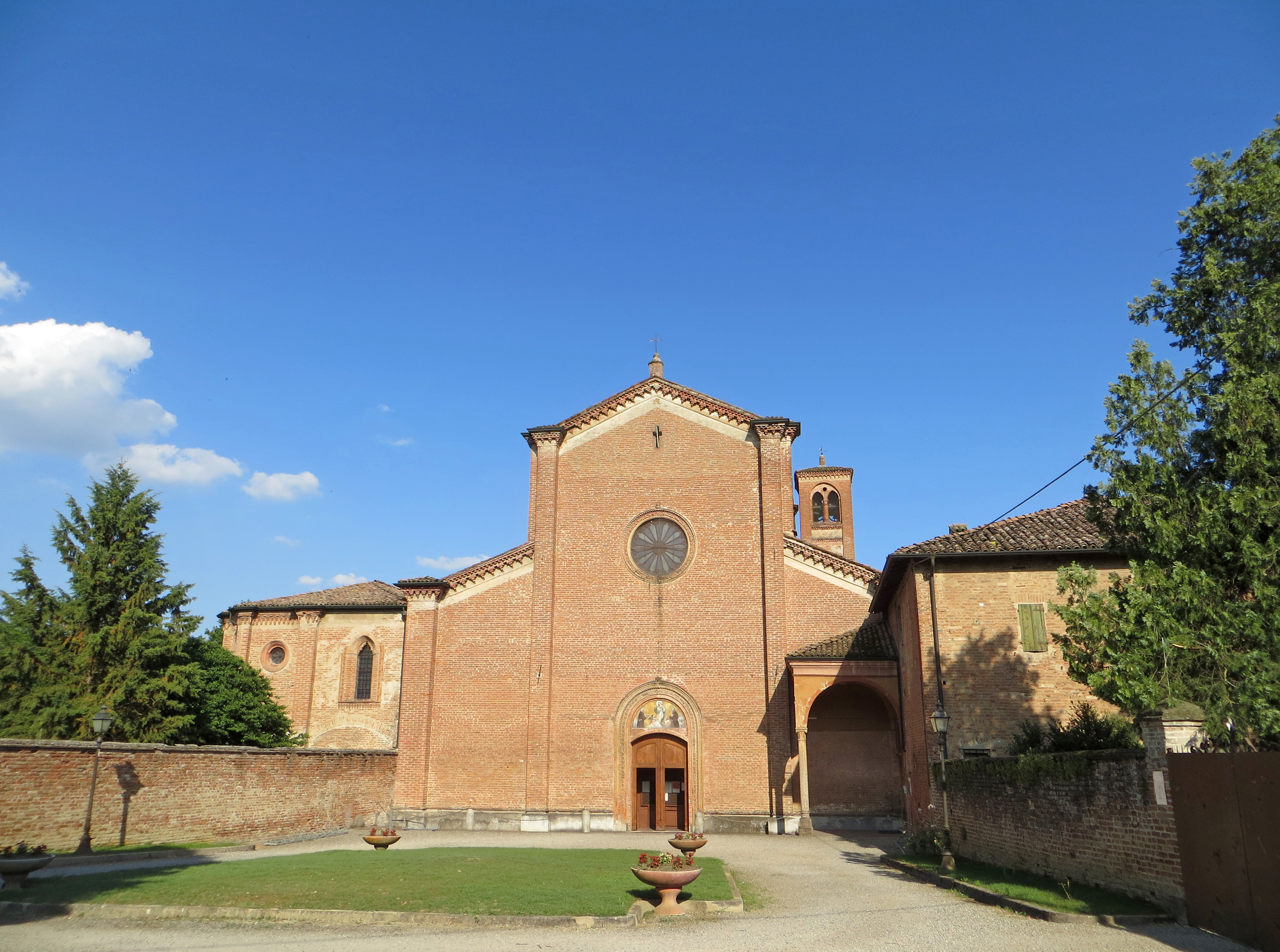
Chiesa e convento di Santa Maria degli Angeli

Edificato fra il 1470 e il 1474 in attuazione delle disposizioni testamentarie del marchese Rolando il Magnifico, il notevole complesso conventuale, dalle forme tardo-gotiche, è caratterizzato dalla sobrietà della facciata e degli interni. La chiesa è arricchita da alcune opere di pregio, tra cui spicca per importanza il gruppo statuario del Compianto sul Cristo morto, realizzato in terracotta all'interno di una finta grotta dallo scultore Guido Mazzoni nel 1476. Il convento adiacente si sviluppa attorno ad un grande chiostro quadrato, ampliato e decorato a più riprese nei secoli successivi.

#### Chiesa di Santa Maria Annunziata

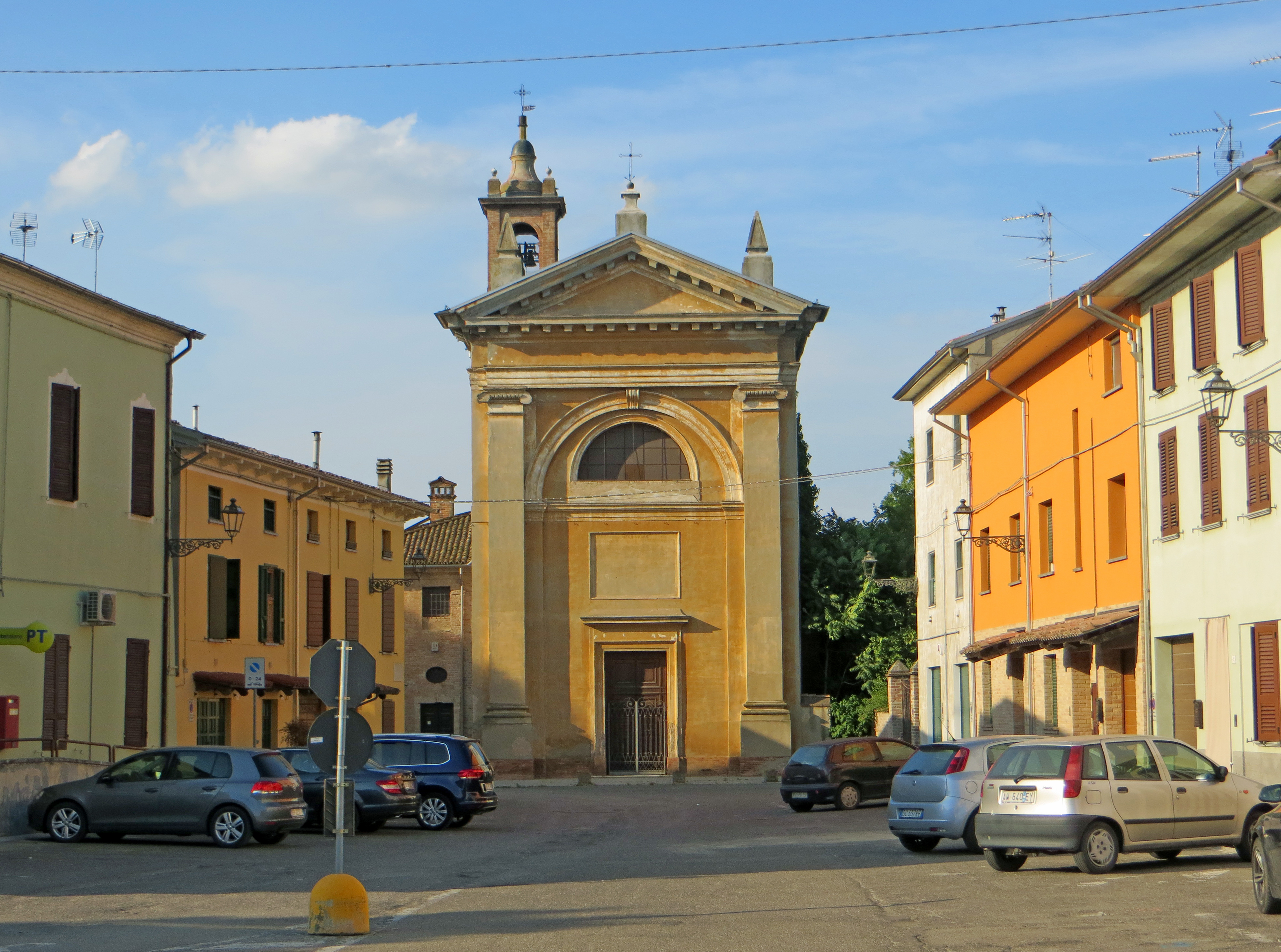
Chiesa di Santa Maria Annunziata

Ricostruita in forme neoclassiche nel 1804 su progetto dell'architetto Giuseppe Cavalli, la chiesa conserva al suo interno varie opere di valore: 
la pala d'altare raffigurante l'Annunciazione, dipinta nel 1581 da Vincenzo Campi; tre tele di Pietro Antonio Balestra: Resurrezione di Nostro Signore, - Le Marie al sepolcro di Cristo, - Apparizione di Cristo a Santa Maria Maddalena.; l'affresco della Crocefissione, posto nell’arco del coro, dipinto nel 1949 dal pittore Giuseppe Moroni e un simulacro del Cristo Morto in cuoio, che secondo la leggenda fu deposto sulla riva del Po nel XV secolo nel corso di una piena.

#### Chiesa di San Michele Arcangelo

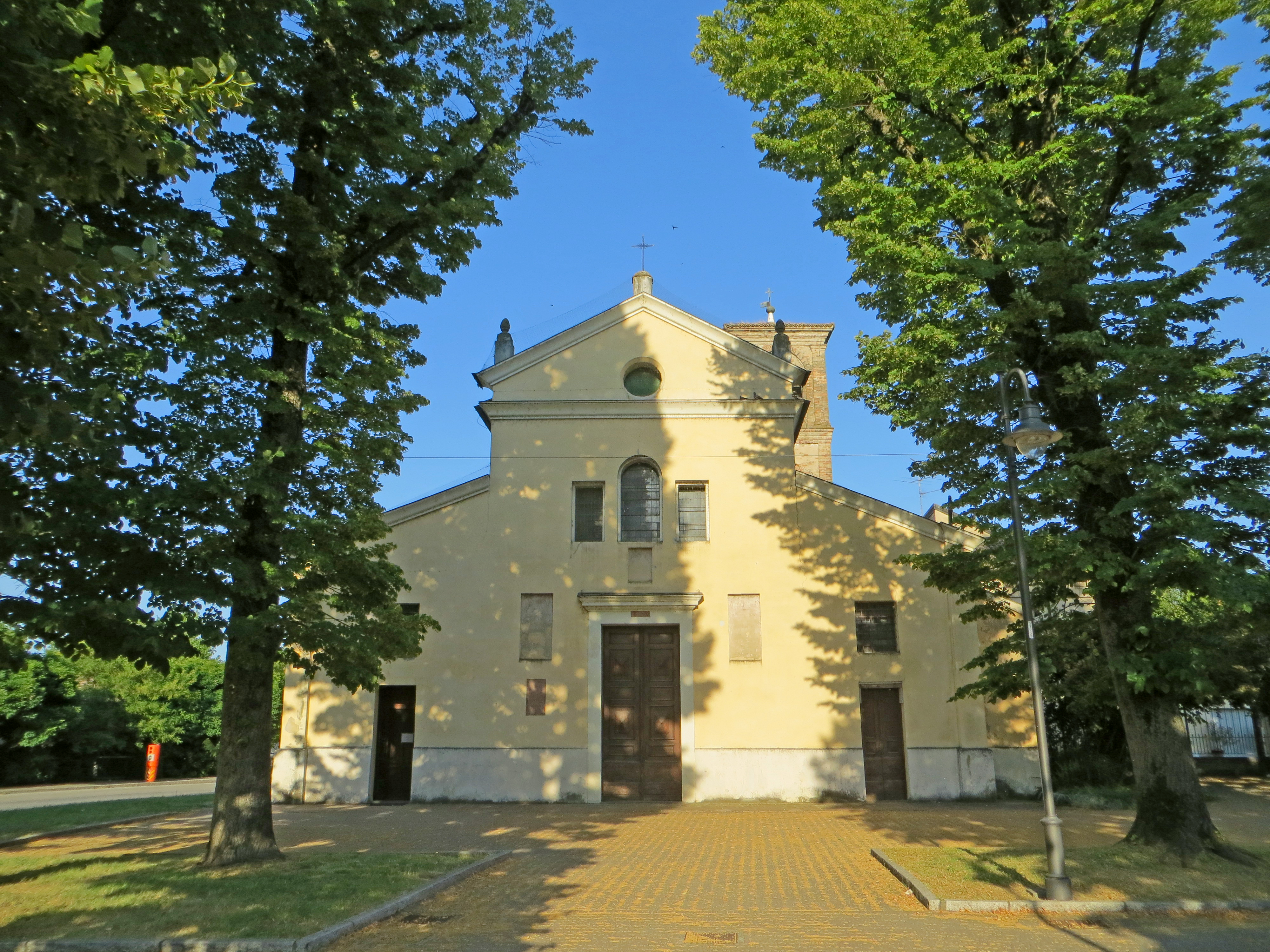
Chiesa di San Michele Arcangelo

Completamente ricostruita in forme barocche tra il XVI e il XVII secolo, la chiesa parrocchiale di Roncole Verdi conserva al suo interno tracce degli affreschi risalenti agli inizi del XVI secolo, riaffiorate durante i restauri novecenteschi, oltre ad alcuni dipinti ad olio, tra cui la grande tela di Girolamo Magnani raffigurante il Calvario, che viene esposta ogni anno il venerdì santo; la chiesa, ove Giuseppe Verdi ricevette il battesimo, ospita inoltre l'organo settecentesco su cui studiò il Maestro da bambino.

#### Santuario della Madonna dei Prati

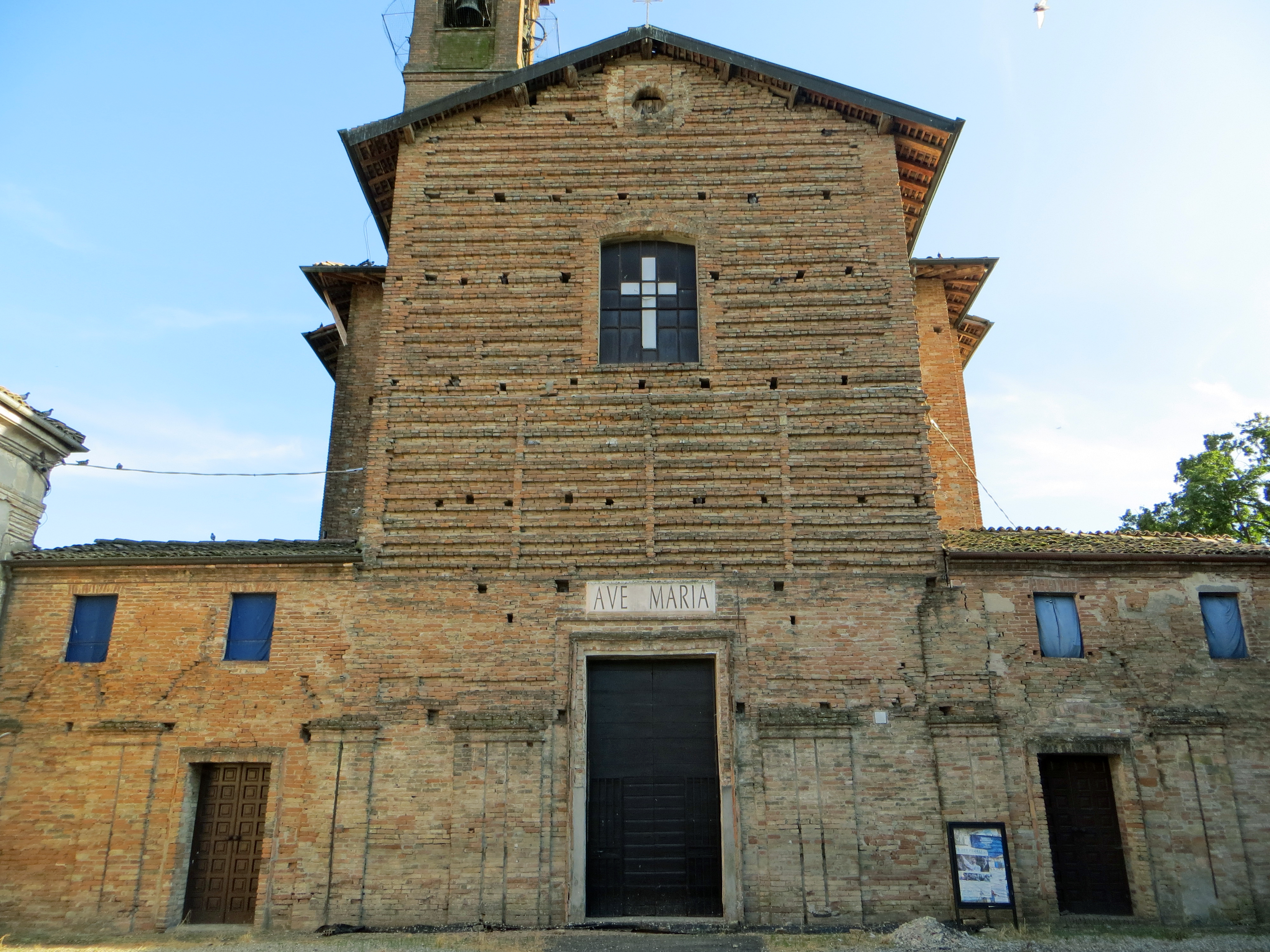
Santuario della Madonna dei Prati

Edificato tra il 1690 e il 1696 su progetto dell'architetto don Francesco Callegari, il monumentale oratorio barocco di Madonna dei Prati fu arricchito negli interni negli anni seguenti, ma rimase incompiuto nella facciata; molto frequentato dai fedeli per secoli, cadde in declino in seguito alla caduta di un fulmine nel 1828, che causò la morte di sei persone durante la celebrazione della festa patronale, risparmiando fortuitamente il giovane Giuseppe Verdi; elevato a santuario nel 1904, il luogo di culto divenne sede parrocchiale nel 1926; al suo interno sono conservati alcuni dipinti di pregio, delimitati da fastose cornici settecentesche intagliate.

#### Chiesa di Sant'Andrea

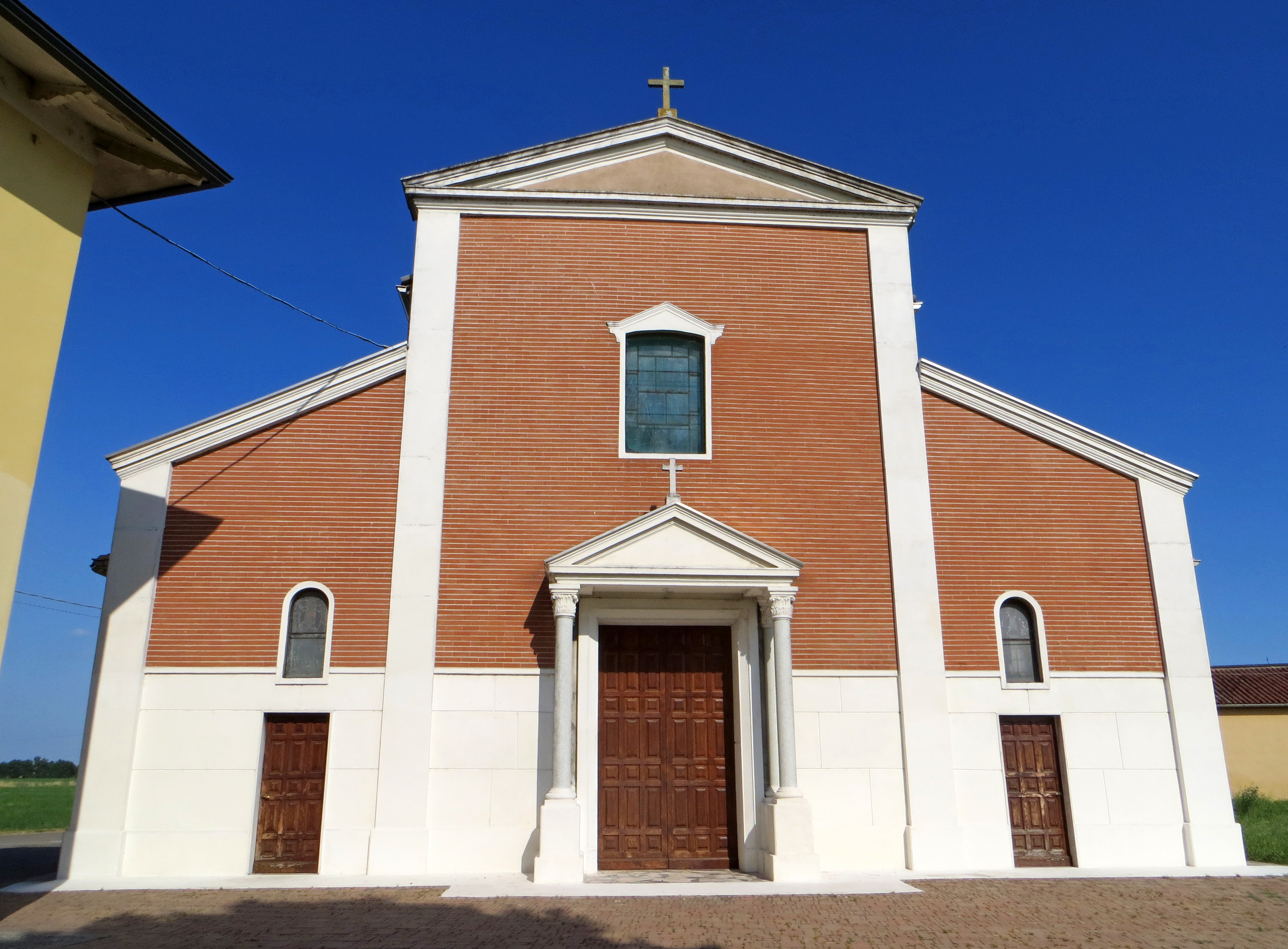
Chiesa di Sant'Andrea

Menzionata per la prima volta tra il 915 e il 924, la pieve di Sant'Andrea mantenne la giurisdizione sulle cappelle di tutta la zona fino al 1436, quando la chiesa di San Bartolomeo Apostolo fu elevata al rango di collegiata; riedificata completamente negli anni successivi su finanziamento del marchese Rolando il Magnifico, la chiesa fu risistemata internamente verso la fine del XVII secolo, con la stuccatura barocca della navata centrale e la costruzione di quella destra; ristrutturata in forme rococò nel presbiterio verso la metà del XVIII secolo, fu dotata della navata sinistra solo in seguito; al suo interno sono conservati vari stucchi seicenteschi e settecenteschi, la pala di Sant'Andrea, eseguita da Pietro Antonio Balestra intorno al 1750, il coro ligneo intarsiato, risalente all'incirca al 1780, e lo sportello del tabernacolo ornato con un dipinto seicentesco raffigurante Cristo redentore.

#### Chiesa di San Vigilio

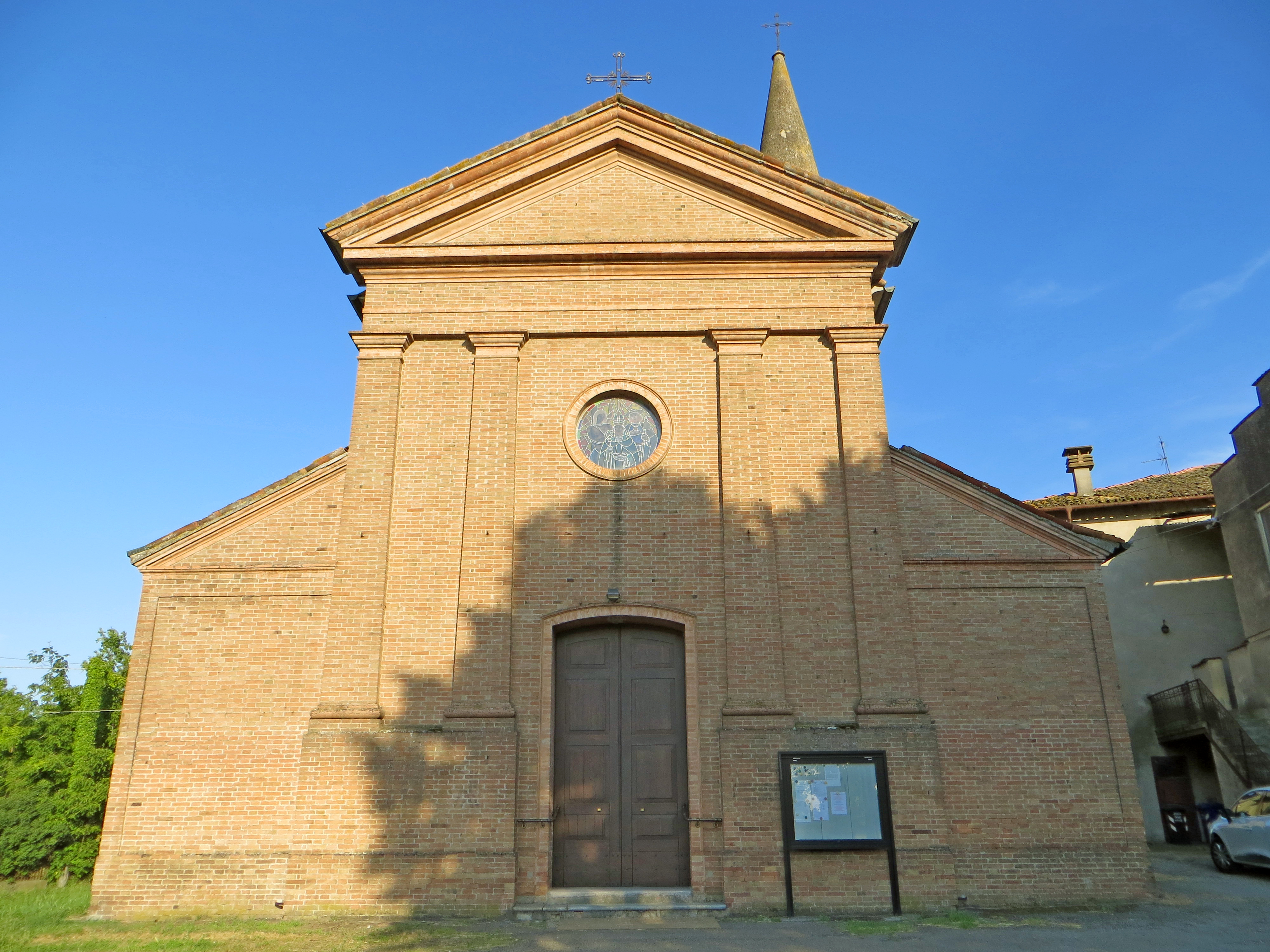
Chiesa di San Vigilio

Menzionata per la prima volta nel 1299, la chiesa di Samboseto fu probabilmente ricostruita nel XIV secolo e dotata di campanile nel 1380; riedificata in forme barocche nel XVI secolo, fu in seguito arricchita della facciata neoclassica; al suo interno sono conservati un fonte battesimale risalente al 1581 e vari dipinti seicenteschi e settecenteschi, tra cui l'Immacolata, eseguita da Clemente Ruta, la Madonna col Bambino assieme ai santi Vigilio, Lucia e Teresa d'Avila, realizzata forse da Girolamo Donnini, e i Santi Vigilio e Donnino, di anonimo pittore parmense.

#### Chiesa di San Rocco

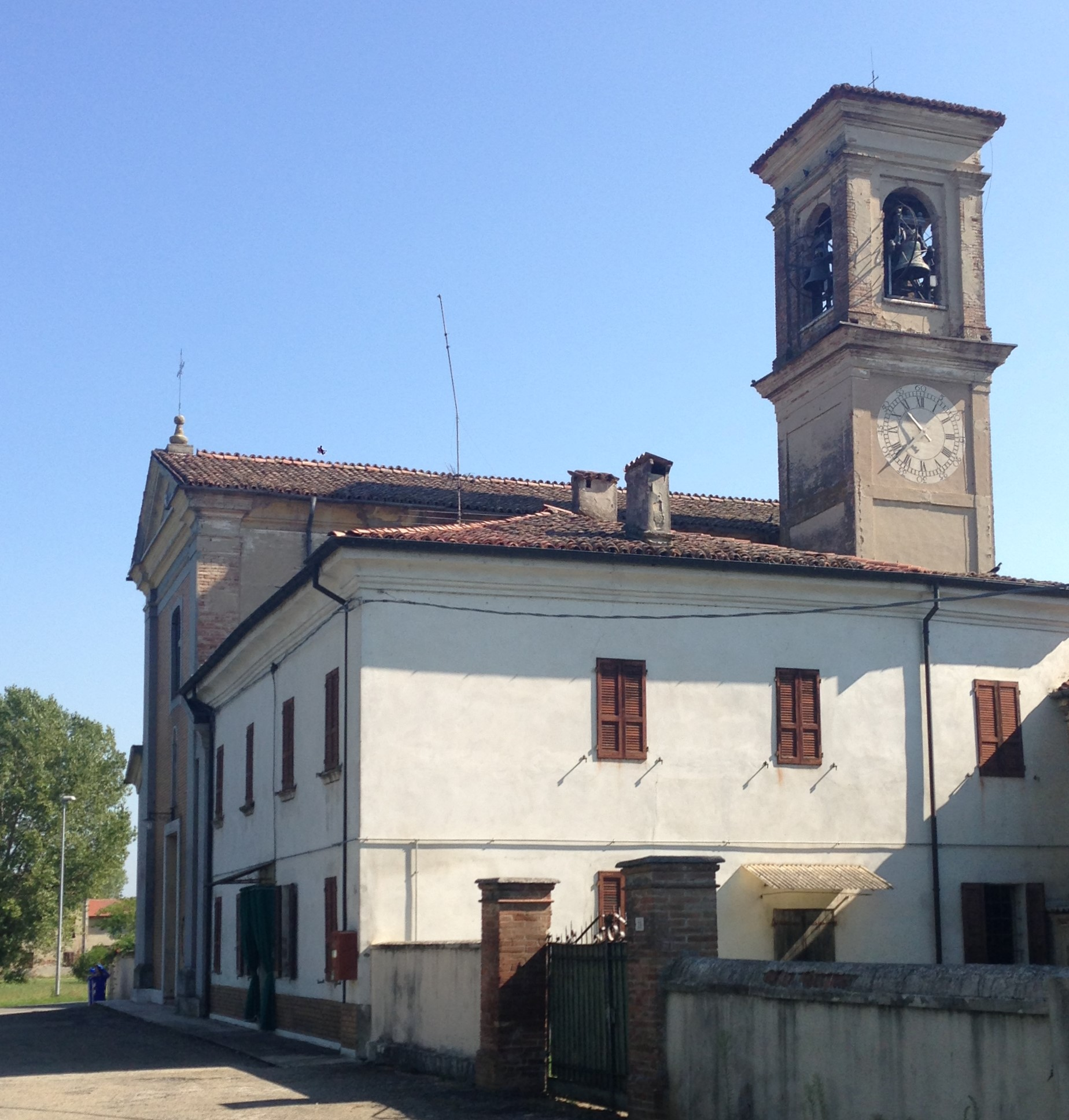
Chiesa di San Rocco

Edificata originariamente nel XIV secolo ad opera dei monaci cistercensi dell'abbazia di Chiaravalle della Colomba, la chiesa di San Rocco fu ricostruita nel 1717 e arricchita della facciata neoclassica; al suo interno si conservano una settecentesca pila dell'Acqua Santa, la pala dell'Incoronazione della Vergine e alcuni arredi lignei di pregio, tra cui gli stalli del coro e la cantoria, realizzati da Francesco Galli verso il 1795.

#### Chiesa di San Gregorio
Nella frazione di Spigarolo si trova la chiesa dedicata a San Gregorio. Oltre a un altare ligneo della prima metà del XVIII secolo, al suo interno conserva tre raffigurazioni di Madonna col Bimbo: la prima, nell'abside, riporta la madre e il figlio sono in compagnia dei santi Gregorio e Bartolomeo (dipinti nel 1547 da Francesco Pesenti detto Sabbioneta) e di un cherubino (realizzato da Pietro Antonio Balestra nella seconda metà del XVIII secolo); la seconda, nella cappella di destra, trova posto assieme ai santi Rocco e Biagio in un'ancona del 1635; la terza, in un locale sulla destra, è un affresco votivo databile alla fine del XV secolo.

### Architetture militari

#### Rocca Pallavicino

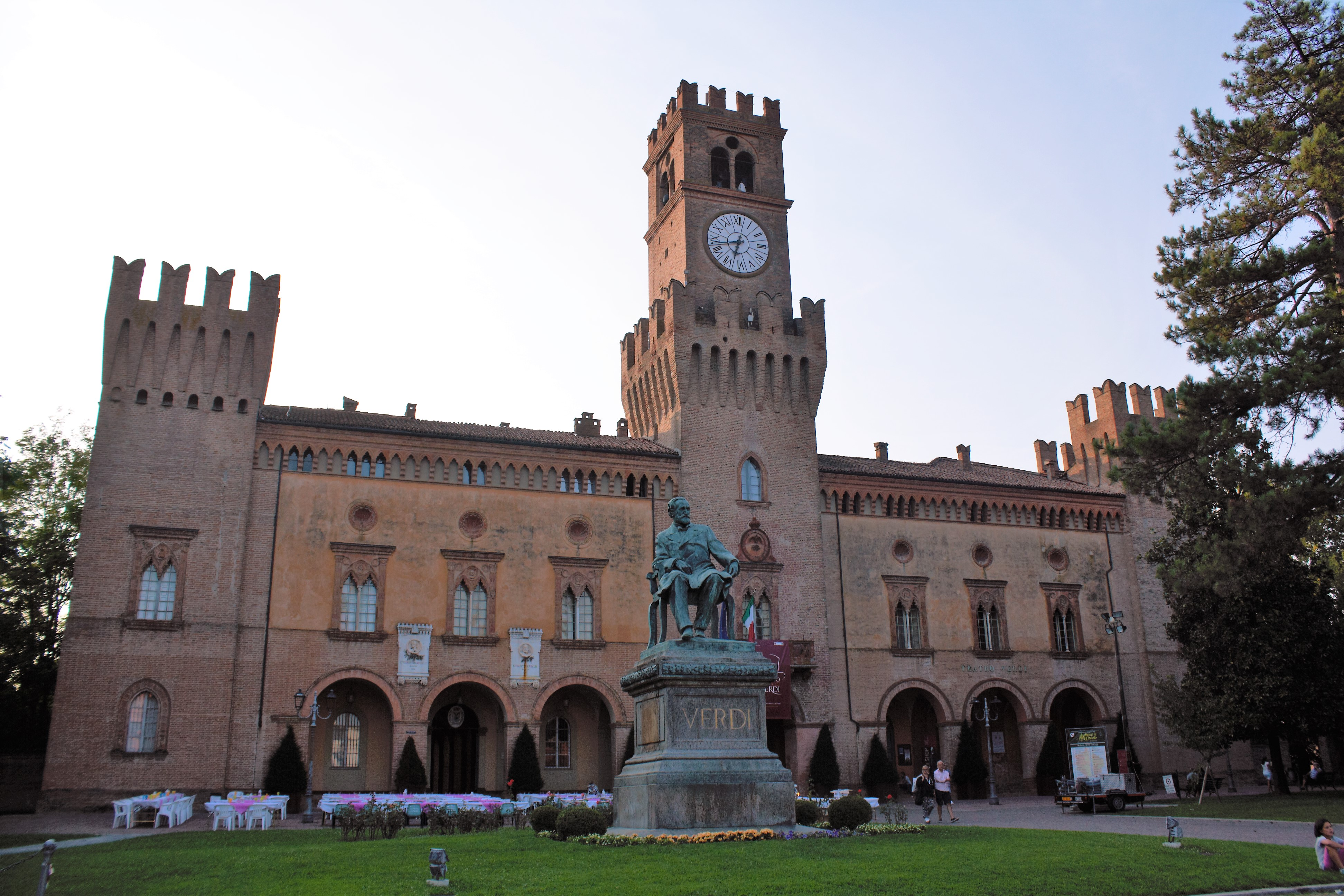
Rocca Pallavicino

Innalzata originariamente nell'XI secolo dai marchesi Pallavicino, la rocca fu riedificata più volte nei secoli, fino alla completa ricostruzione in stile neogotico, avvenuta fra il 1857 e il 1868 su progetto dell'architetto Pier Luigi Montecchini, che, mantenendo solo l'antico mastio cinquecentesco, costruì al suo interno anche il teatro Giuseppe Verdi. Oggi vi ha sede il Comune di Busseto.

### Architetture civili

#### Villa Pallavicino

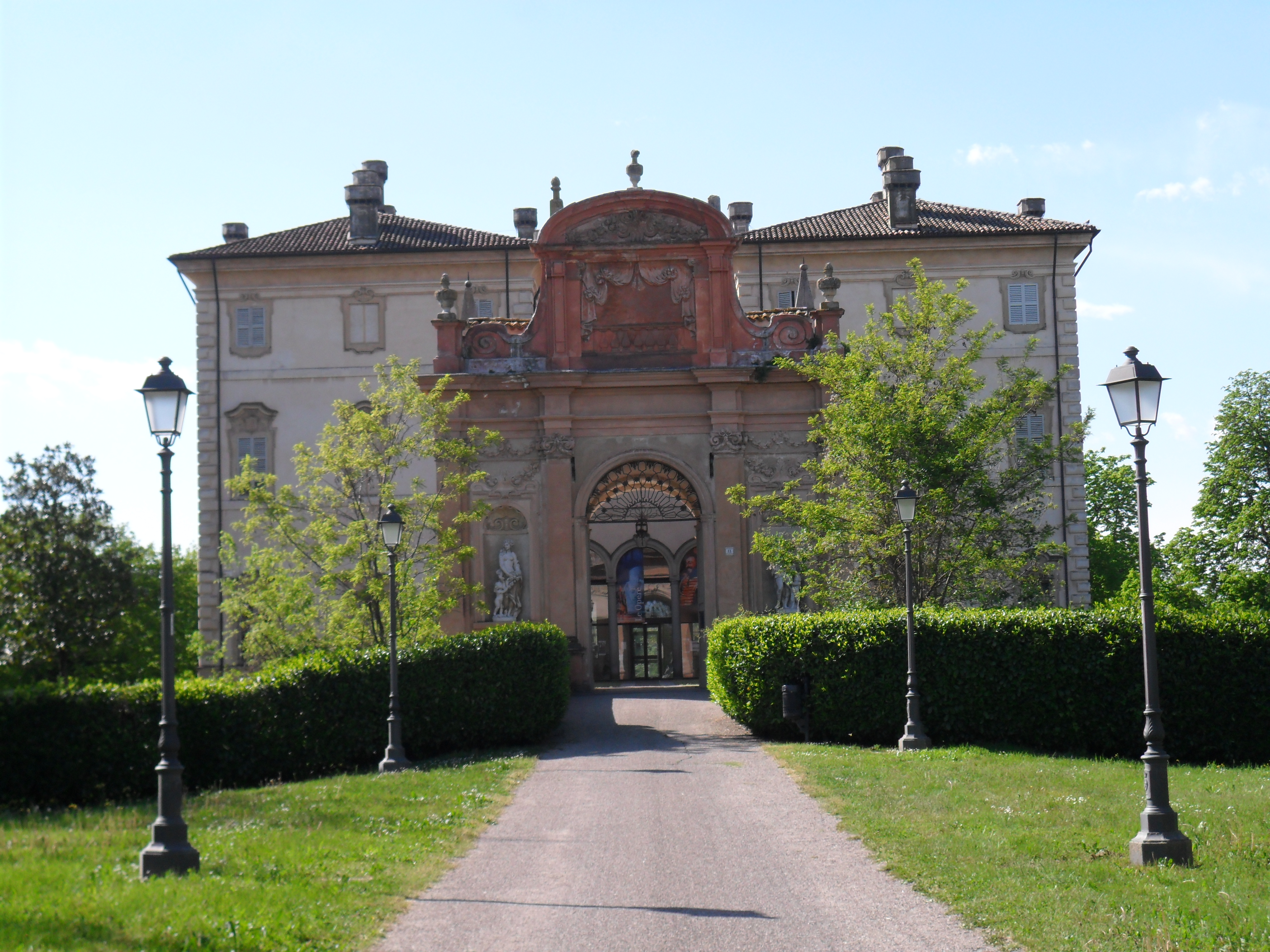
Villa Pallavicino

Edificata in stile rinascimentale a partire dal 1518 per volere del condottiero Matteo Marri, la villa fu acquistata intorno al 1530 dai marchesi Pallavicino, che la adibirono a residenza estiva; sopraelevata verso la fine del XVII secolo, intorno al 1700 fu decorata da vari artisti con affreschi e stucchi di gusto barocco e rococò, che ne decorano tuttora numerosi ambienti; acquistata nel XX secolo dal Comune di Busseto, fu trasformata nel 2009 nella sede del museo nazionale Giuseppe Verdi. L'edificio, circondato da una peschiera quadrata, è preceduto dall'arco del Corpo di guardia, arco trionfale a un fornice di gusto barocco innalzato nella seconda metà del XVII secolo su progetto dell'architetto Domenico Valmagini. Nel parco sorge anche il grande palazzo delle Scuderie, edificato agli inizi del XVIII secolo in stile barocco e completamente restaurato dopo il 2011; al suo interno ha sede dal 2014 il museo Renata Tebaldi.

#### Palazzo Orlandi

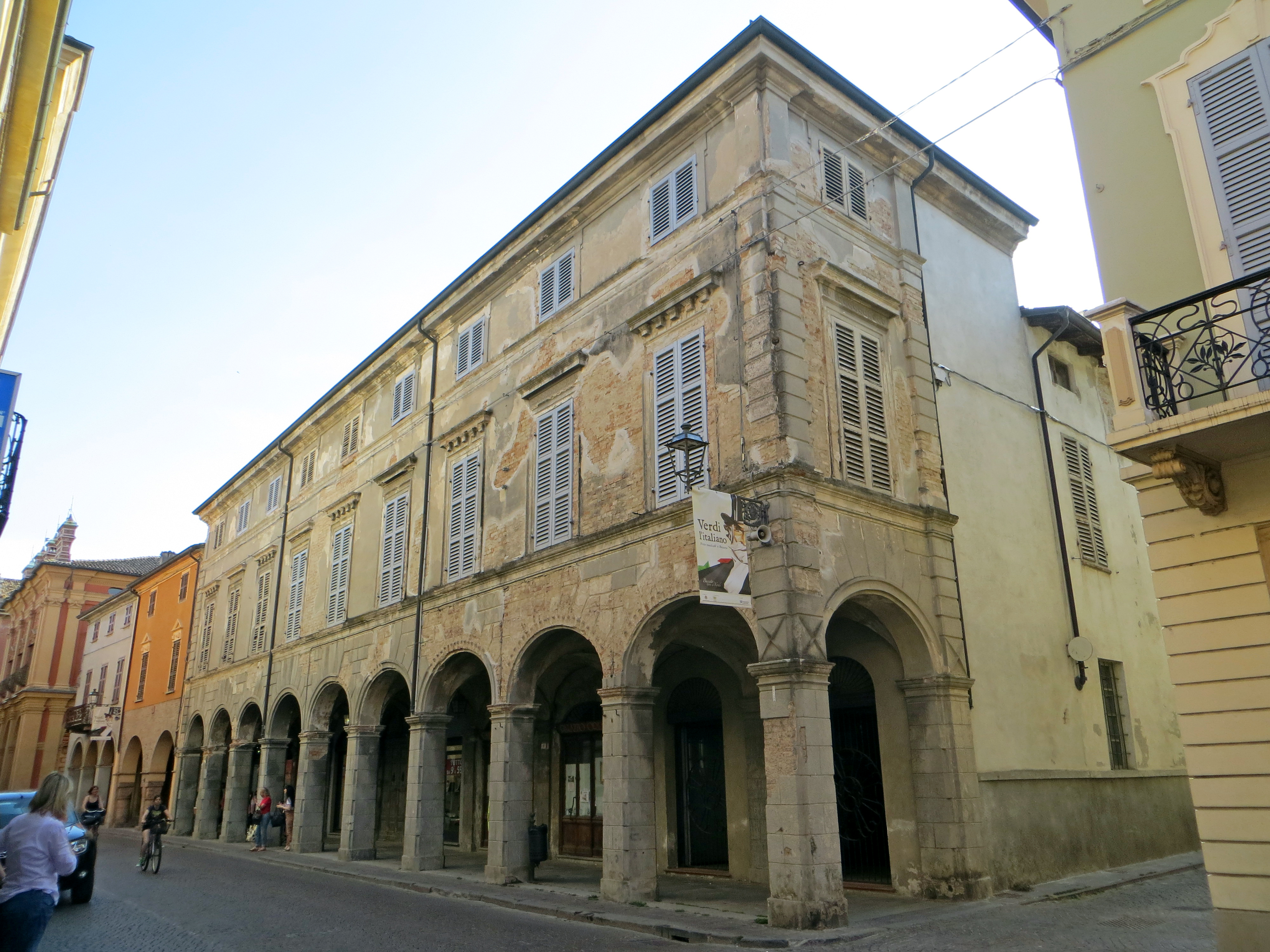
Palazzo Orlandi

Ricostruito in forme neoclassiche agli inizi del XIX secolo su progetto dell'architetto Giuseppe Cavalli, il palazzo fu acquistato da Giuseppe Verdi nel 1845, che vi convisse con la cantante lirica Giuseppina Strepponi dal 1849 al 1851, prima di trasferirsi nella tenuta di Sant'Agata; alienato nel 1888 alla famiglia Orlandi, l'edificio fu acquistato all'inizio del 2013 dalla SIAE, con l'intenzione di ristrutturarlo e realizzarvi un centro dedicato alla musica.

#### Palazzo del Monte di Pietà

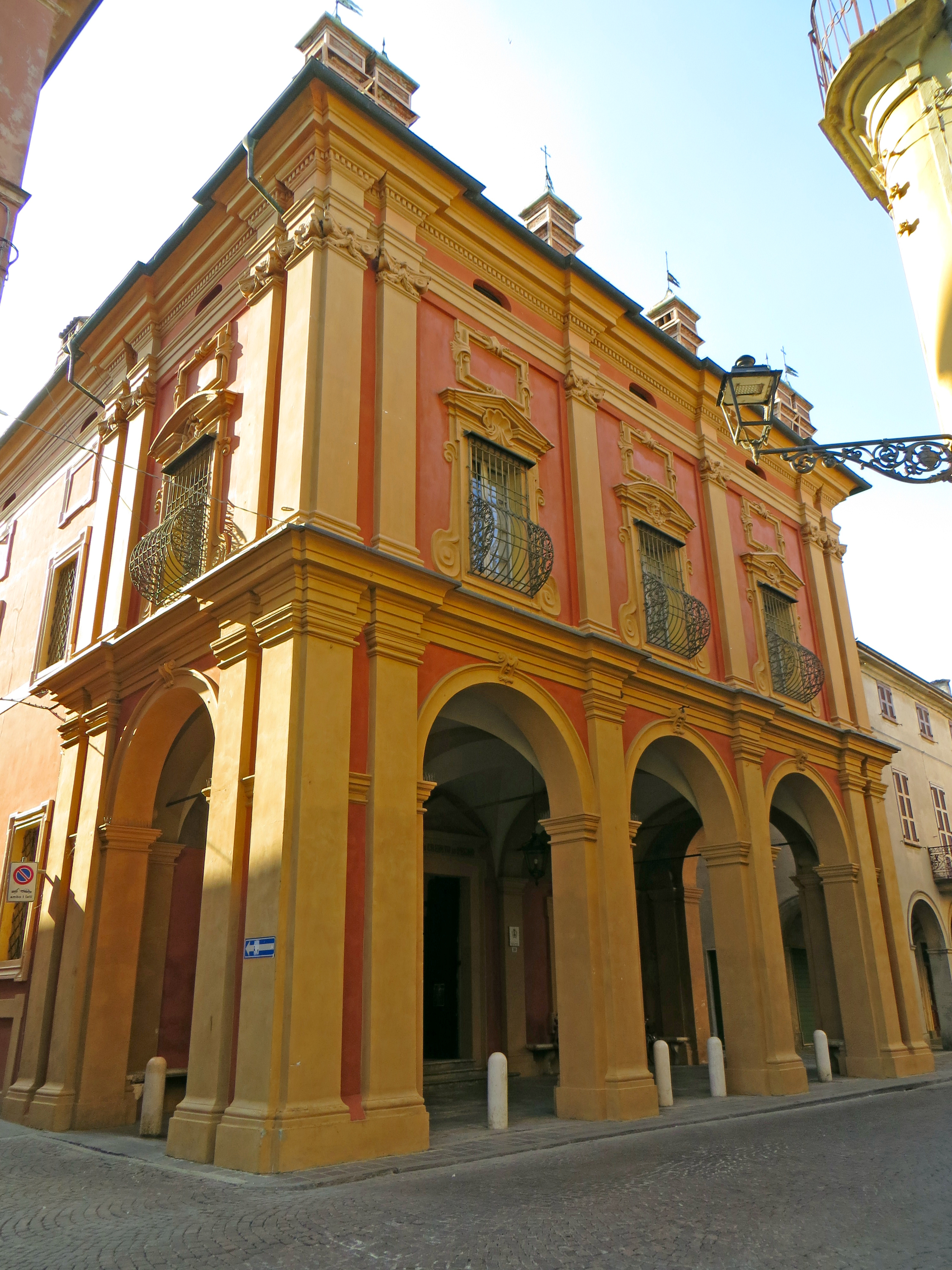
Palazzo del Monte di Pietà

Edificato dall'architetto Domenico Valmagini fra il 1679 e il 1682 in stile barocco, il palazzo nacque quale sede del Monte di Pietà, istituto di prestito su pegno fondato nel 1537 dal padre francescano Giovanni Antonio Maiavacca e dai marchesi Girolamo, Francesco ed Ermete Pallavicino; tra il 1768 e il 1793 fu costruita l'ala retrostante per ospitare la biblioteca, proveniente dal soppresso collegio dei Gesuiti. Il Monte di Pietà fu assorbito nel 1960 dalla Cassa di Risparmio di Parma, che nel 2000 cedette il palazzo alla Fondazione Cariparma. L'edificio custodisce numerose opere di pregio e la ricca biblioteca della Fondazione, costituita da oltre 40 000 volumi, tra cui 20 incunaboli del XV secolo, 480 cinquecentine, varie edizioni bodoniane, molteplici opere di medicina del XVII e del XVIII secolo ed il fondo musicale manoscritto della Filarmonica Bussetana.

#### Corte delle Piacentine

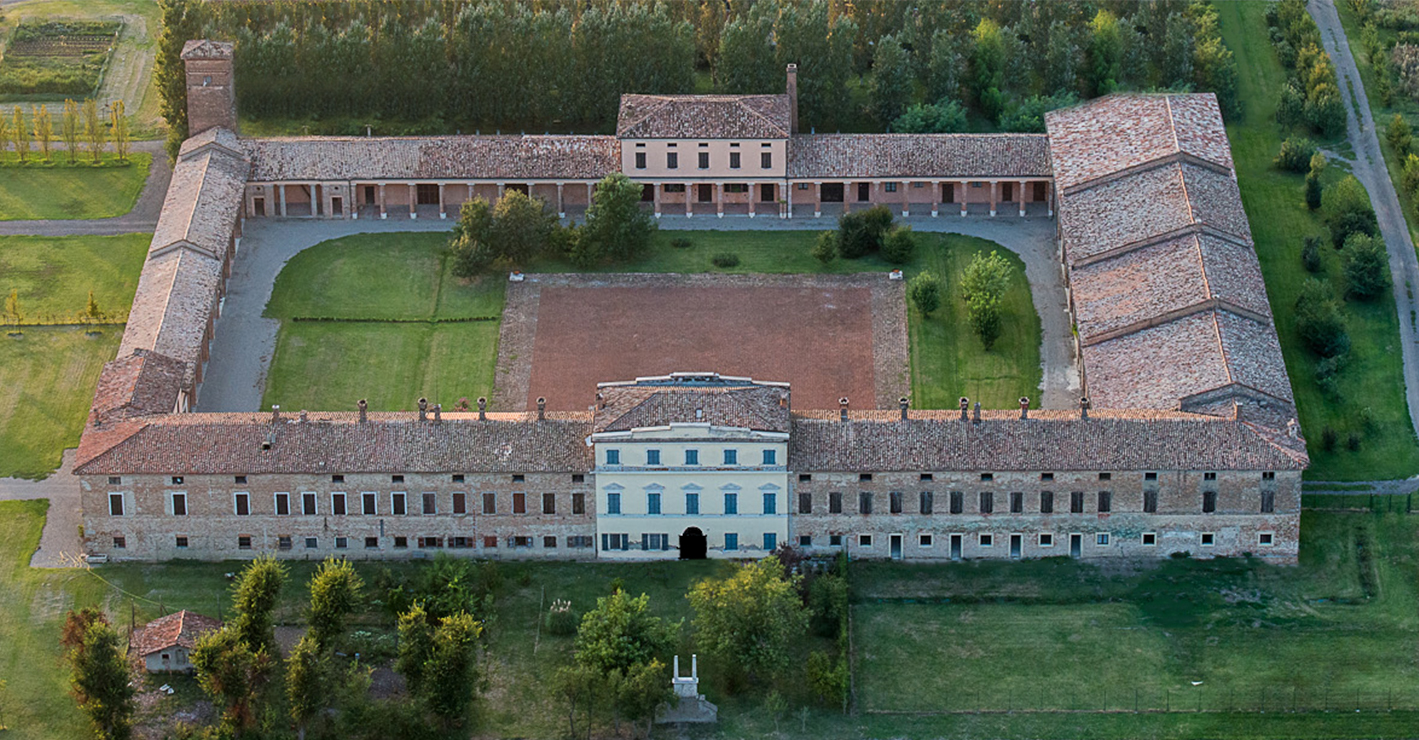
Corte delle Piacentine

Costruita in stile neoclassico tra il 1820 e il 1832 per volere del principe Giovanni Vidoni de Soresina su progetto dell'architetto Luigi Voghera, la corte rurale, collocata a pochi chilometri da Roncole Verdi, fu in parte restaurata intorno al 2000 e parzialmente destinata ad agriturismo; la struttura, sviluppata attorno a un ampio cortile rettangolare lastricato in mattoni, è contraddistinta dal porticato che corre lungo le ali laterali e dall'elegante corpo residenziale centrale su due livelli; la corte agricola fu utilizzata quale set di alcune scene dei film Novecento, del 1976, e La luna, del 1979, entrambi diretti da Bernardo Bertolucci.

#### Piazza Giuseppe Verdi

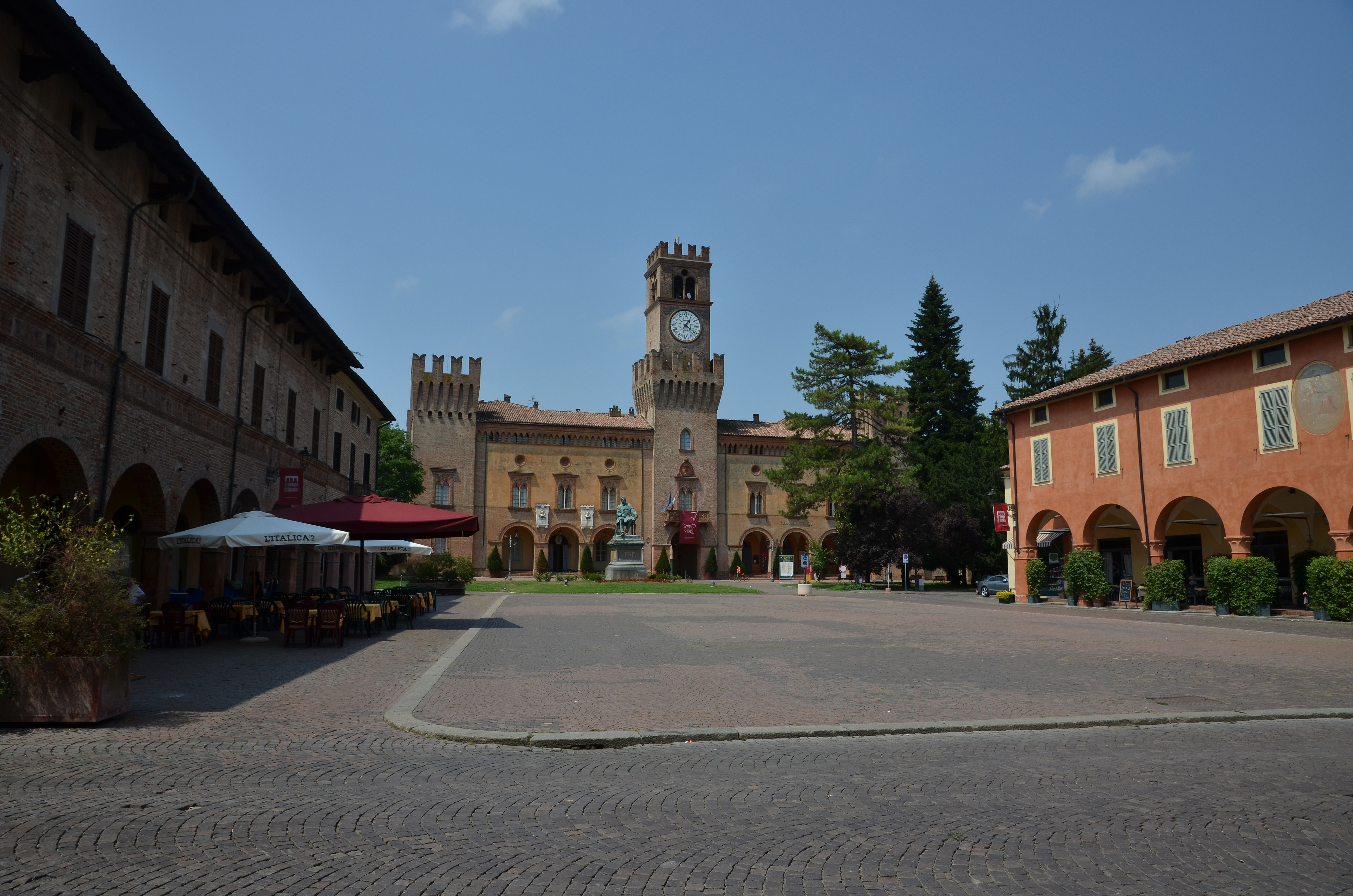
Piazza Giuseppe Verdi

La piazza, intitolata a Giuseppe Verdi, mantiene tutt'oggi l'assetto quattrocentesco a pianta rettangolare ed è dominata dal monumento bronzeo realizzato dallo scultore Luigi Secchi nel 1913, raffigurante il Maestro che veglia sul paese, quietamente seduto su di uno scranno. Dalla piazza è possibile ammirare importanti edifici storici, tra cui la rocca Pallavicino, la collegiata di San Bartolomeo Apostolo con l'annesso oratorio della Santissima Trinità, la casa Barezzi e altre costruzioni contraddistinte dai caratteristici portici.

## Società

### Evoluzione demografica
Abitanti censiti

### Etnie e minoranze straniere
Al 31 dicembre 2023 nel territorio comunale risiedono 1.046 cittadini stranieri, pari al 15,21% della popolazione.

### Religione
La religione maggiormente praticata a Busseto è il cattolicesimo; il comune rientra nel vicariato della Bassa Parmense facente parte della Diocesi di Fidenza.
Il territorio comunale è suddiviso in 9 parrocchie:
- Parrocchia di San Bartolomeo Apostolo
- Parrocchia di San Girolamo Confessore e Dottore nella frazione di Frescarolo
- Parrocchia del Santissimo Nome di Maria nella frazione di Madonna dei Prati
- Parrocchia di San Michele Arcangelo nella frazione di Roncole Verdi
- Parrocchia di sant'Andrea apostolo nella frazione di Sant'Andrea
- Parrocchia di San Rocco Confessore nella frazione di San Rocco
- Parrocchia di San Virgilio Vescovo e Martire nella frazione di Samboseto
- Parrocchia di San Genesio Martire nella frazione di Semoriva
- Parrocchia di San Gregorio Prete e Martire nella frazione di Frescarolo

A Busseto sono presenti comunità religiose della congregazione delle Suore domenicane figlie del Santo Rosario e dell'Istituto Id di Cristo Redentore.
Le altre religioni praticate sono l'induismo, che si avvale di un luogo di culto nei pressi di Frescarolo e l'islamismo. È inoltre presente una Sala del Regno dei Testimoni di Geova.

## Cultura

### Istruzione

#### Musei

##### Museo nazionale Giuseppe Verdi

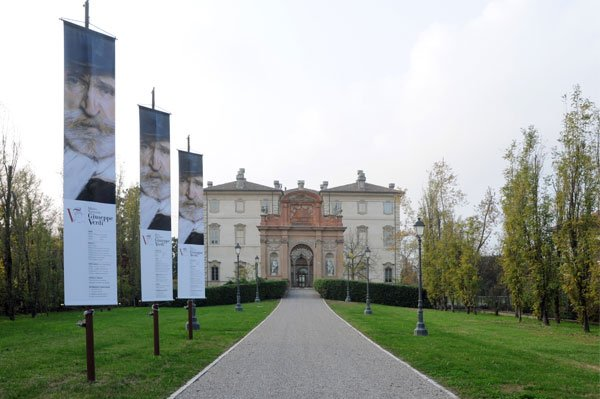
Viale d'ingresso alla Villa Pallavicino, sede del museo nazionale Giuseppe Verdi

Inaugurato il 10 ottobre del 2009 all'interno della rinascimentale Villa Pallavicino, il museo, dedicato alle composizioni di Giuseppe Verdi, riproduce nelle sue 22 sale gli allestimenti originali di ognuna delle 27 opere liriche, arricchiti dalle riproduzioni degli abiti originali di scena e dalle musiche del Maestro.

##### Casa Barezzi - Museo Verdiano

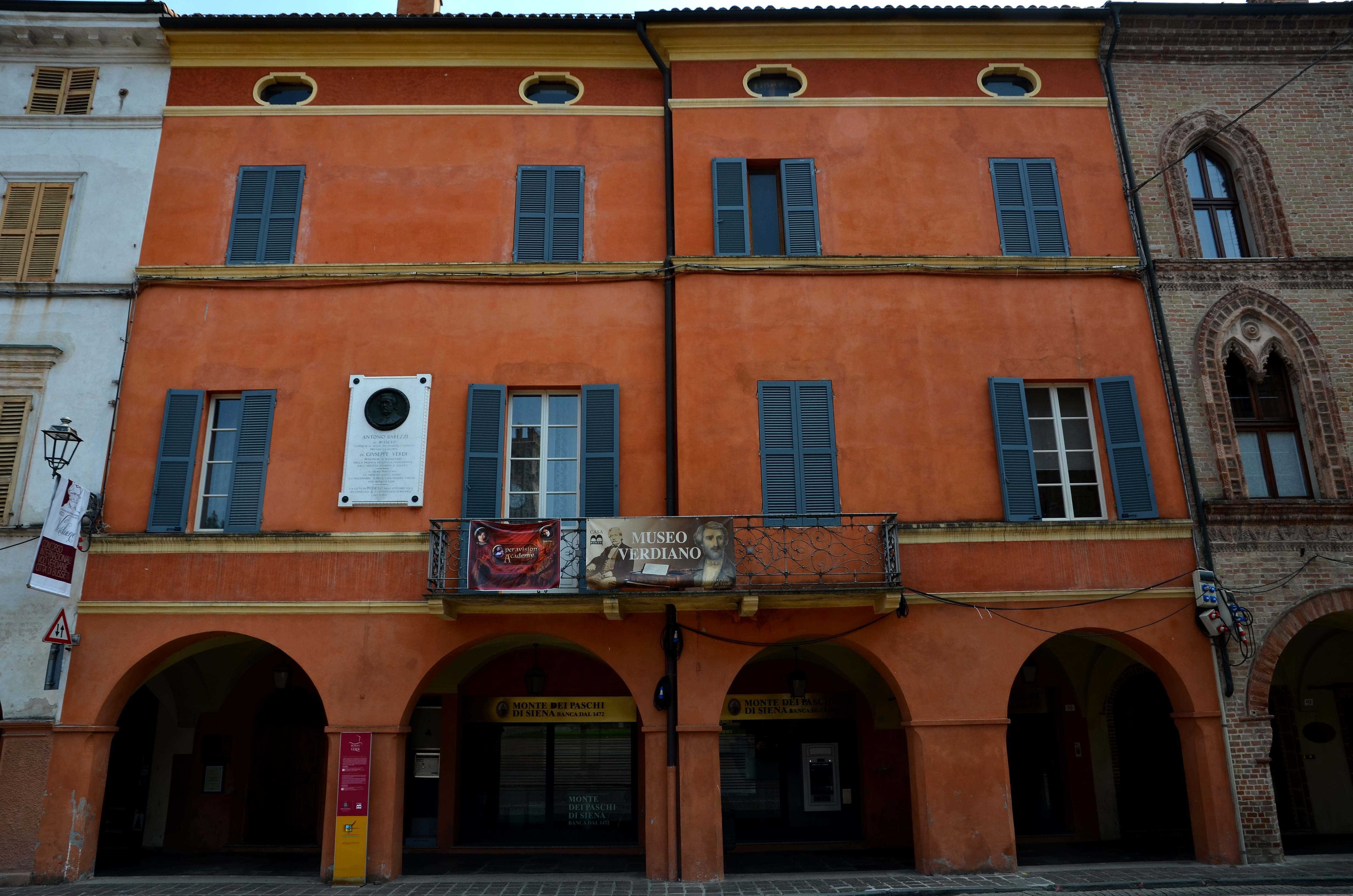
Casa Barezzi

L'edificio, affacciato sulla centralissima piazza Giuseppe Verdi, costituiva agli inizi del XIX secolo la dimora di Antonio Barezzi, benefattore e suocero di Giuseppe Verdi, che frequentò la casa per lunghi anni esibendosi al pubblico per la prima volta proprio nello storico Salone. Trasformato nel 1979 in casa museo gestita dall'Associazione Amici di Verdi, il palazzo ospita al primo piano un percorso museale di cimeli legati al Maestro, tra cui un fortepiano viennese Tomaschek, numerosi ritratti ed una serie di lettere autografe di Verdi.

##### Museo Renata Tebaldi

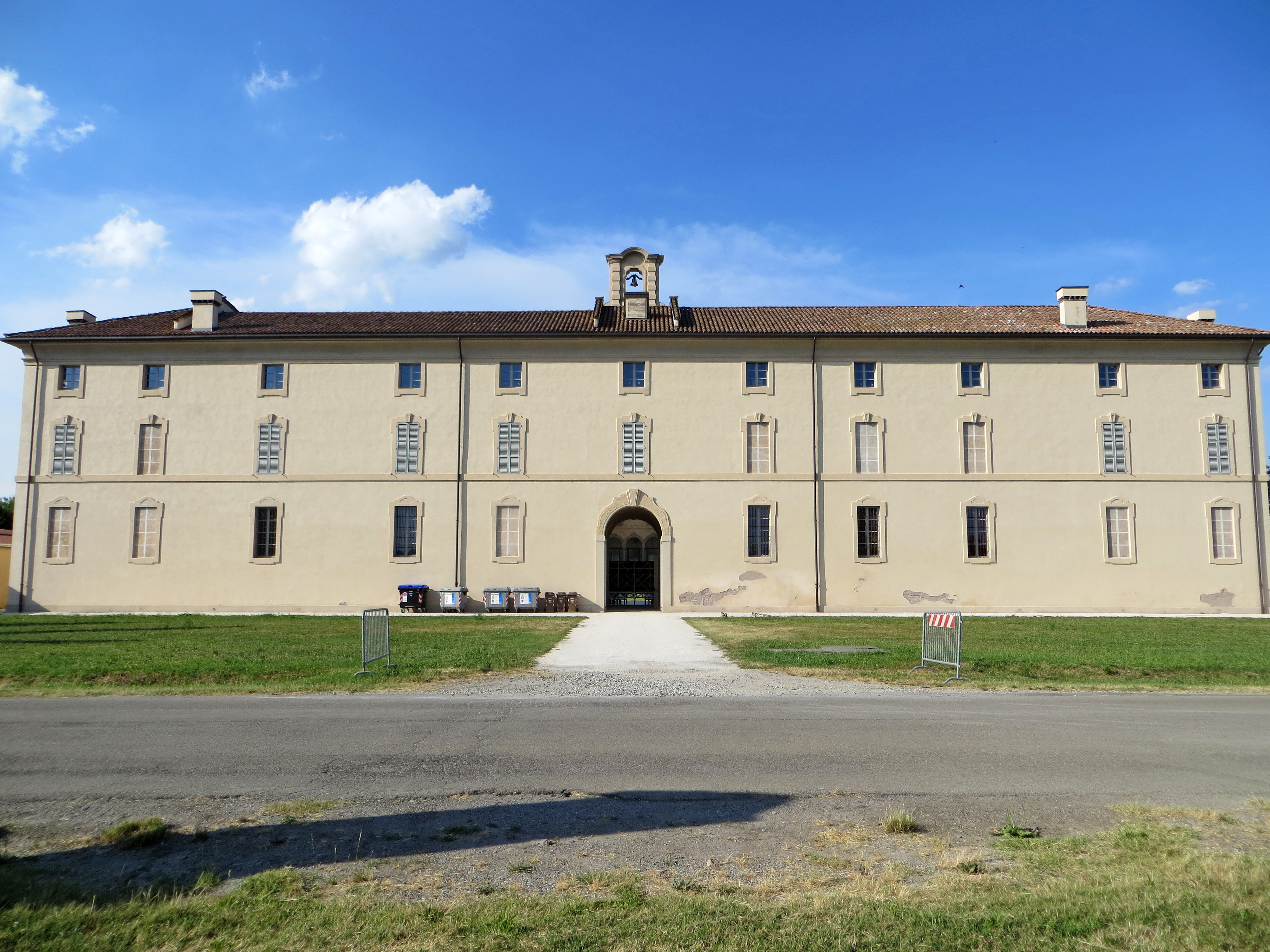
Palazzo delle Scuderie di Villa Pallavicino, sede del museo Renata Tebaldi

Inaugurato il 7 giugno del 2014 all'interno del palazzo delle Scuderie di Villa Pallavicino, il museo espone nelle sue sei sale una serie di oggetti, abiti da scena e documenti relativi alla carriera artistica del soprano Renata Tebaldi.

##### Casa natale di Giuseppe Verdi

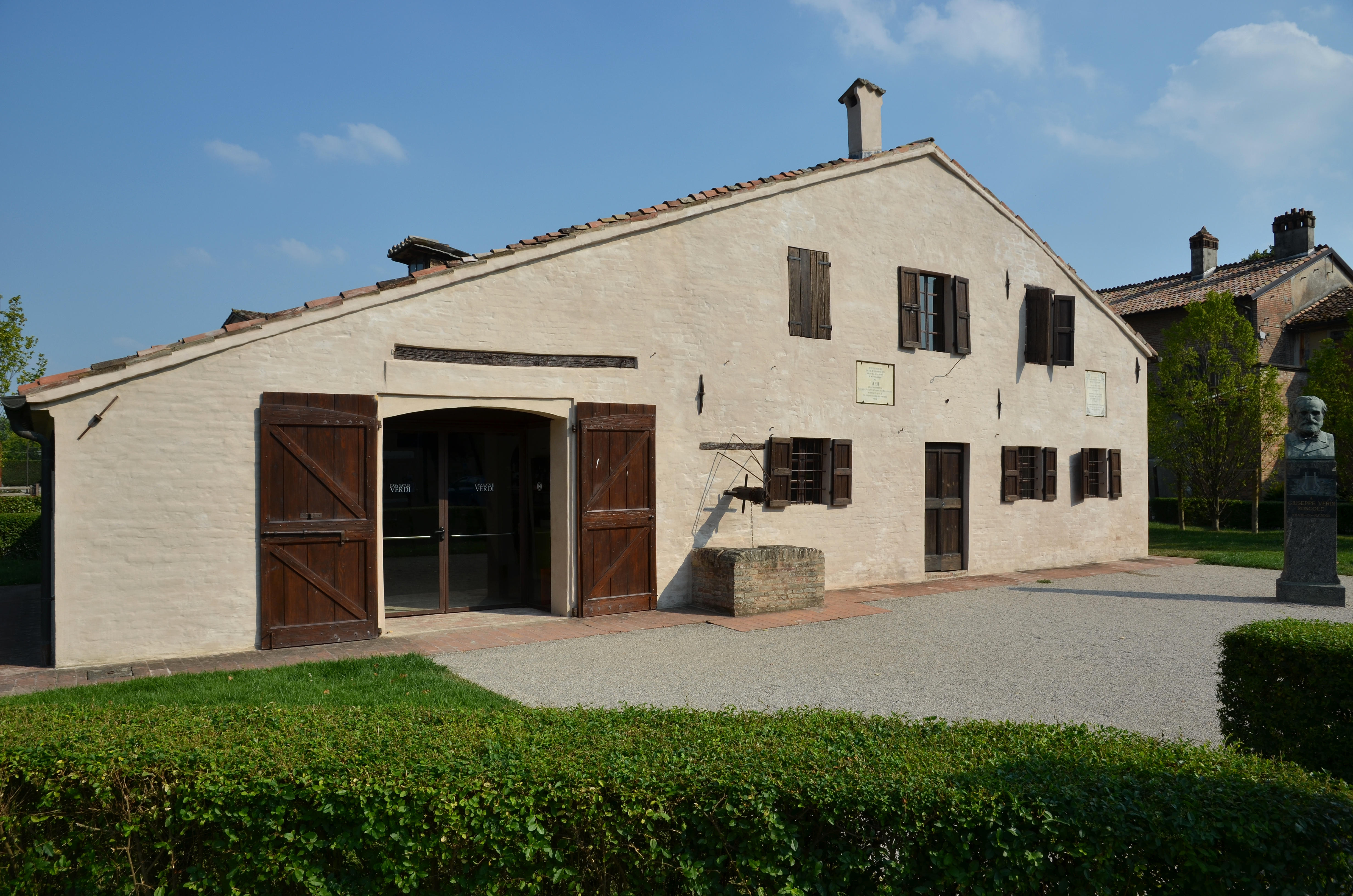
Casa natale di Giuseppe Verdi

Il modesto edificio, che sorge al centro della piccola frazione di Roncole Verdi, costituiva agli inizi del XIX secolo l'osteria-abitazione della famiglia di Giuseppe Verdi, che nacque in una delle camere del primo piano la sera del 10 ottobre 1813. Trasformata in casa museo, la costruzione fu completamente ristrutturata tra il 2013 e il 2014, con l'aggiunta di strumenti multimediali che consentono, attraverso suoni ed ombre, di ricreare l'atmosfera vissuta dal Maestro nei suoi primi anni di vita.

##### Mostra permanente a Roncole Verdi
- A Roncole Verdi si trova la mostra permanente "Tutto il Mondo di Guareschi". Mostra permanente "Tutto il Mondo di Guareschi" a Roncole Verdi, su giovanninoguareschi.com.

### Media

#### Stampa ed editoria
Dal 1948 ogni anno, nel periodo natalizio, a Busseto viene pubblicato il Biscioneide, giornale satirico-umoristico sul quale anche Giovannino Guareschi scrisse nel 1966 e nel 1967.
Nella sezione Provincia del quotidiano Gazzetta di Parma trovano spazio i fatti di cronaca locale.

### Teatro Giuseppe Verdi

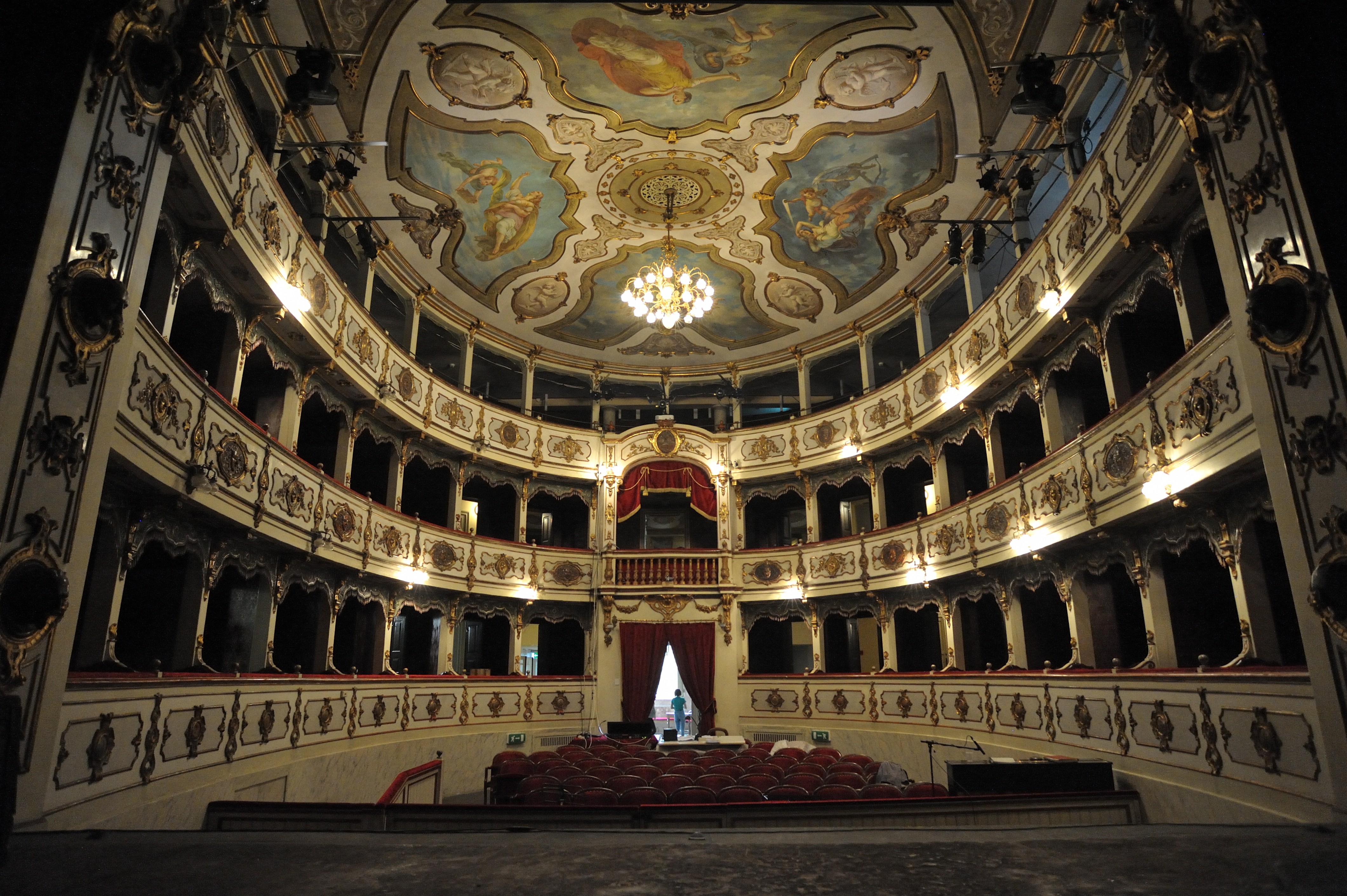
Interno del teatro Giuseppe Verdi

Costruito all'interno della Rocca Pallavicino tra il 1856 ed il 1868 su progetto dell'architetto Pier Luigi Montecchini, il teatro fu completamente restaurato tra il 1987 ed il 2000; articolato su una pianta a ferro di cavallo, con 32 palchi sviluppati su due ordini oltre al palco reale e al loggione, può ospitare complessivamente fino a 307 persone. La sala è decorata con stucchi dorati sui palchi e con affreschi di Isacco Gioacchino Levi sulla volta, raffiguranti allegoricamente la Commedia, la Tragedia, il Melodramma e il Dramma romantico. Ogni anno il teatro è sede di una stagione operistica in associazione col Teatro Regio di Parma.

### Cinema
Nel 1976 nell'azienda agricola Corte delle Piacentine, situata nella frazione di Roncole Verdi, furono effettuate alcune riprese del film Novecento di Bernardo Bertolucci.
Nel 1982 il centro di Busseto fu trasformato in set cinematografico per le riprese dello sceneggiato televisivo Verdi di Renato Castellani.
Nel 2009 nel paese furono girate alcune scene della miniserie televisiva Sissi di Xaver Schwarzenberger.

### Eventi

#### Carnevale di Busseto
A partire da circa la metà dell'800 a Busseto nelle domeniche dei mesi di gennaio e febbraio hanno luogo le sfilate di carri allegorici in cartapesta accompagnati da maschere a piedi, bande e majorette. Il Carnevale di Busseto, nonostante le interruzioni dovute alle guerre e, in anni più recenti, alla mancanza di fondi, è ormai entrato a far parte della tradizione del paese che ogni anno è affollato da una grande moltitudine di persone che vuole assistere all'evento. La realizzazione della manifestazione è dovuta all'associazione Amici della Cartapesta che da ormai molti anni si occupano della realizzazione dei carri allegorici.

#### Sagra di San Bartolomeo
La Sagra di San Bartolomeo, conosciuta anche come Sègra ad San Bartlamé, è una festa di paese che si svolge a Busseto in occasione della ricorrenza delle celebrazioni del santo patrono della città. Durante i giorni di festa in paese si svolgono eventi musicali ed è possibile gustare i prodotti gastronomici tipici del luogo tra cui trippa, pisaréi e fasoi, salumi e tanti altri.

#### Festival Verdi
Il Festival fu fondato a metà degli anni ottanta e si svolse fino al 1993. Nel 2001 fu reintrodotto in occasione delle Celebrazioni Nazionali del Centenario Verdiano e proposto annualmente nel periodo tardo-primaverile; dal 2007 ha luogo tra settembre e ottobre.

## Infrastrutture e trasporti
La stazione di Busseto, posta lungo la ferrovia Cremona-Fidenza, è servita da corse regionali svolte da Trenitalia T-Per nell'ambito del contratto di servizio con la Regione Emilia-Romagna.
Circa 200 metri a nord rispetto a tale impianto sorgeva la stazione tranviaria comune alle linee Parma-Soragna-Busseto e Parma-San Secondo-Busseto, in un'area adiacente allo storico Bottonificio Cannara. Tali tranvie, esercite a vapore, rimasero in esercizio fra il 1893 e il 1939.

## Sport

### Ciclismo

#### Giro d'Italia
Nel 1964 Busseto è stata sede di arrivo della 5ª tappa del Giro d'Italia, una cronometro individuale di 50 km con partenza da Parma vinta da Jacques Anquetil. Il francese in quell'occasione ha conquistato la maglia rosa che ha mantenuto per tutto il seguito del Giro.
Il 12 maggio 2006 è stata sede di partenza della 6ª tappa di 223 km, conclusasi poi a Forlì, vincitore di quella tappa è stato Robbie McEwen, ma la maglia rosa è rimasta ad Olaf Pollack.
Il 17 maggio 2013 il giro è tornato a Busseto come sede di partenza della tappa conclusasi a Cherasco.
Tappe del Giro d'Italia con arrivo a Busseto
| Anno | Tappa | Partenza | km | Vincitore di tappa | Maglia rosa      |
| ---- | ----- | -------- | -- | ------------------ | ---------------- |
| 1964 | 5ª    | Parma    | 50 | Jacques Anquetil   | Jacques Anquetil |

Tappe del Giro d'Italia con Partenza da Busseto
| Anno | Tappa | Arrivo   | km  | Vincitore di tappa | Maglia rosa     |
| ---- | ----- | -------- | --- | ------------------ | --------------- |
| 2006 | 6ª    | Forlì    | 223 | Robbie McEwen      | Olaf Pollack    |
| 2013 | 13ª   | Cherasco | 254 | Mark Cavendish     | Vincenzo Nibali |

#### Milano-Busseto

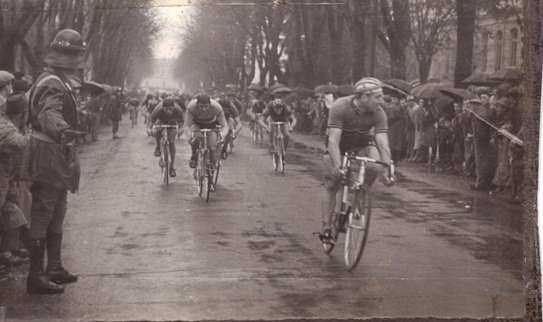
La vittoria di Sante Gaiardoni alla Milano-Busseto del 1959.

Busseto è anche sede di una manifestazione per i dilettanti under 23 che si chiama Milano-Busseto. Organizzata dalla A.S. Pedale Bussetano è nata nel 1949 e vede tra i suoi vincitori ciclisti come Paolo Bossoni (1997), Giovanni Lombardi (1990 e 1991) e Francesco Moser (1971). Nel 2010 la 62ª edizione della gara non si è svolta. La manifestazione è ripresa il 2 aprile 2011 fortemente voluta dal neopresidente della ASD Pedale Bussetano ed ex ciclista Paolo Bossoni.

### Pallavolo
A Busseto c'è una società di pallavolo, l'US CSI AVIS Busseto. Fondata nel 1948 come società polisportiva, la CSI Busseto, negli anni settanta si unisce alla locale sezione dell'AVIS concentrando la propria attività sullo sport della pallavolo, dai più giovani, fino alle squadre maschili e femminili seniores. Nella stagione 2012-2013 la storica promozione dalla Serie C alla B2, che dal 2016-2017 diventa Serie B, portando la squadra del paese nella terza categoria nazionale a livello maschile, prima di ripartire dalla serie C nella stagione 2020-21..

### Calcio
La città vanta più club calcistici
Il più importante è il Gsd Busseto Scuola Calcio, unica società che porta il nome della città, che dalla stagione 2022/23 affianca al settore giovanile anche una prima squadra militante in terza categoria. Dal 7 maggio 2023, a seguito della vittoria del campionato, promossa in seconda categoria. Società che nella primavera del 2024 abbrevia il proprio nome in Gsd Busseto e, vincendo il campionato di seconda categoria (21 aprile 2024), acquisisce il diritto di disputare la prima categoria. Menzione particolare per la vittoria della coppa Regionale di seconda categoria (25 aprile 2024)
Il Junior Pallavicino in terza categoria
U.S.D. Pallavicino, che milita in Prima Categoria girone "A" e disputa gli incontri casalinghi nel limitrofe comune di Villanova sull'Arda
Il Pallavicino (che prima si chiamava Busseto poi si è fusa con Polesine) inoltre ha partecipato al Campionato Alta Italia nel 1944.

### Impianti sportivi
- Le partite casalinghe del Busseto, si disputano allo stadio comunale "Faustino Cavagna" la cui capienza è di circa 1.000 spettatori.[52]
- Le partite casalinghe del Junior Pallavicino si disputano sul campo "3" privo di tribuna.
- Il palazzetto dello sport comunale, gestito dalla società sportiva CSI AVIS Busseto,[51] ospita un campo multifunzionale per pallavolo e basket. All'esterno del palazzetto sorgono un campo da tennis con superficie sintetica, un campo da calcio a 5 e un campo da basket. Poco lontano, sempre in gestione alla società CSI AVIS Busseto, sorge anche un campo da beach volley, dedicato alla memoria di Nicolas Comati, giovane pallavolista bussetano scomparso in un incidente.

## Amministrazione
Di seguito è presentata una tabella relativa alle amministrazioni che si sono succedute in questo comune.
| Periodo        | Periodo         | Primo cittadino         | Partito                                                                                               | Carica  | Note   |
| -------------- | --------------- | ----------------------- | --- | ------- | ------ |
| 25 luglio 1988 | 7 aprile 1990   | Daniela Fiaschetti      | Partito Socialista Italiano                                                                           | Sindaco | [ 53 ] |
| 7 aprile 1990  | 22 giugno 1993  | Carduccio Pedretti      | Partito Comunista Italiano-Partito Democratico della Sinistra                                         | Sindaco | [ 53 ] |
| 22 giugno 1993 | 28 aprile 1997  | Giorgio Cavitelli       | Lega Nord                                                                                             | Sindaco | [ 53 ] |
| 28 aprile 1997 | 14 maggio 2001  | Luigi Mazzetta          | Democratici di Sinistra                                                                               | Sindaco | [ 53 ] |
| 14 maggio 2001 | 30 maggio 2006  | Luca Laurini            | Democratici di Sinistra                                                                               | Sindaco | [ 53 ] |
| 30 maggio 2006 | 16 maggio 2011  | Luca Laurini            | Democratici di Sinistra-Partito Democratico                                                           | Sindaco | [ 53 ] |
| 16 maggio 2011 | 6 giugno 2016   | Maria Giovanna Gambazza | lista civica "La stagione dell'impegno", sostenuta dal Partito Democratico                            | Sindaco | [ 53 ] |
| 6 giugno 2016  | 04 ottobre 2021 | Giancarlo Contini       | centro-destra "Cambiamo musica", sostenuta da: Forza Italia, Lega Nord, Fratelli d'Italia-AN e civici | Sindaco | [ 53 ] |
| 4 ottobre 2021 | in carica       | Stefano Nevicati        | Sinistra e Lista civica "Busseto civica"                                                              | Sindaco | [ 53 ] |

### Gemellaggi
Busseto è gemellata con:
- Carry-le-Rouet, dal 2005[54]
- Hornachuelos, dal 2006[senza fonte]

e intrattiene un patto d'amicizia con
- Salisburgo, dal 1988[55]